# 京都市電
京都市電（きょうとしでん）は、京都市交通局が運営していた市電（路面電車）である。1895年に京都電気鉄道によって日本最初の一般営業用電気鉄道として開業され、1912年の市営路線開設、1918年の全面市営化を経た後、1978年9月30日限りで全廃された。

## 概要
1895年（明治28年）、民間企業である京都電気鉄道により第1期区間が開業。日本最初の一般営業用の電車となった。京都に日本初の電車が開業した背景には、国内に先駆けて（世界でも2番目ともいう）水力発電が行われたことが挙げられる。京都は東京奠都に伴って天皇の膝下という地位を失い、市民の間で衰退が懸念されたことから、その挽回策として政府からの下賜金をもとに琵琶湖疏水が計画された。当初水車に利用する予定であった水力が発電に使えると知った設計者田辺朔郎は、急遽渡米して世界初といわれる水力発電設備を調査の上、帰国後ただちに設計を変更して蹴上に水力発電所を建設した。だが、電力を得ても当時はまだ電灯の使用が見込めず、産業用動力としてもなじみがなかったため、結果的に路面電車が電力の唯一の使い道となった。
最初の路線は京都市の南の伏見町から京都駅前付近までで、その後、京都駅前から高瀬川沿いを北上、二条で鴨川を渡り東方の岡崎まで延長された。岡崎で開催予定の内国勧業博覧会への足として、大阪から淀川を船で来る客を見込んでのこととされる。ただし、開業当初は京都駅付近の軌道が繋がっておらず、乗客は踏み切りを渡って乗り換えなければならなかった。また、開業当初には路面電車による事故を防止するため、「告知人」と言われる先導役の少年が電車の前を走りながら「電車、来まっせ。電車、来まっせ。危のおっせ。」と声を張り上げたが、時には先導役の少年自身が急に電圧が上がったために不意に急加速した電車に轢かれるという痛ましい事故もあったという。
その後、京都市によっても1912年（明治45年）の4路線7.7km開業を皮切りにして独自に路線建設がなされ、それと競合することになった京都電気鉄道は、均一運賃制への移行のためもあって、市へ1918年（大正7年）に買収された。
京都電気鉄道買収後、路線は戦後に至るまで延長され、最盛期は76.8km、車両351両（1957年度）の路線となった。乗客も増え1963年（昭和38年）には一日平均564,488人の利用があった。
しかし、その後1960年代からの自動車の急速的な普及により乗客の減少がつづき経営が困難となり順次廃止されていった。当時、モータリゼーションの進展、地下鉄の敷設こそが進歩の象徴、大都市の条件とする風潮があり、路面電車を故意に時代遅れのものに貶めるネガティブ・キャンペーンのようなものがあった。京都では1965年12月に自動車の併用軌道内走行を可能としたことで、定時運行を守りにくくなり、乗客の減少を招いた。ルポライターの昼間たかしは、この決定は都市計画や公共交通改革の十分な検討を経ない「場当たり的な施策」の一つだったと指摘している。定時性を確保し乗客離れを食い止めるためには、自動車の乗り入れを再び全面禁止すべきという声もあったが、市は一部の路線（外周線の18.3kmにつき1975年4月から）を除き実施しなかった。また実施された区間においてもそれが徹底されていたとはいえない面があった。定時性が保てない→運行ダイヤを停留所に提示できない→乗客離れが進むといった悪循環が、意図的に行われたという指摘もあった。併用軌道乗り入れ禁止ができなかったことが一因で廃止に追い込まれたケースは金沢、川崎、岐阜など数多い。
京都市は1965年の交通事業審議会答申で、交通渋滞とドーナツ化現象を背景に、市営交通を「高速鉄道とバスへの移行が望ましい」とした。1967年に市長に当選した富井清は、市電存続を前提とした交通局の財政再建案を策定したが、少数与党（日本社会党・日本共産党）であったため京都市会（市議会）与党の自由民主党が激しく抵抗し、最終的には公明党・民社党に加えて共産党も反対に回って否決された。やむなく富井は市電全廃と地下鉄拡張を踏まえた再建案を提出して可決される。富井市政下の1969年（昭和44年）京都市の新たな交通計画（十文字の地下鉄路線とそれを補完するバス路線網）が可決され、外周線を除く市電の撤去が定められた。この背景には、累積赤字で交通局が財政再建団体に指定され、自治省（当時）からの利子補填などの支援・監督を受けるに当たり、赤字事業の縮小として路面電車の撤去が求められるという事情もあった（これは京都に限らず当時の多くの公営路面電車が直面した）。富井の後任となった舩橋求己（1971年当選）の市政でも、市議会と市長の対立は形を変えて続き、市電の存廃に関して十分な検討が尽くされなかったと指摘されている。
市民による存続運動も行われたが、市は拒否。1976年（昭和51年）に全面撤去へと計画を変更した。同年1月の時点で市の交通事業審議会は中間報告で全廃・一部存続・全面存続を選択肢として示すにとどまっていたが、市長の舩橋は審議会メンバーへの相談もなく3月に全面廃止を発表した。のち、地下鉄開業にそなえ1978年（昭和53年）に全面廃止され、83年の歴史に幕を閉じた。市電廃止反対を求める署名は27万人に達したとされる。市電廃止はマスコミに「日本で最初に開業した電車が廃止」などと大きく取り上げられて全国的に報道された。廃止後も全国から京都市交通局に記念乗車券の注文が相次ぎ、1978年（昭和53年）12月で販売終了していたが1979年（昭和54年）4月に販売を再開。同年9月29日までに16万円を売り上げて営業廃止後に運輸収入が発生する事態になり、在庫のあるうちは引き続き販売を継続していた。なお、地下鉄路線網は1969年（昭和44年）当時の計画から40年以上が経過した2010年（平成22年）になってもすべて完成しておらず、交通局の赤字体質も改善されてはいない。2020年代には激化するオーバーツーリズムに対して、市電の全廃は誤りであったという意見も出るようになっている。
市電全盛期には市営バスはこれを補完する役割を担い、御前通や七本松通など裏通りを走る路線も数多く見られたが、かつての市電路線網がバス転換化されると人口のドーナツ化現象も相まってそれらの矮小路線はほとんど廃止されてしまった。

## 路線データ
標準軌路線（1969年8月18日時点）
- 路線距離（営業キロ）：68.8km
- 軌間：1,435mm
- 駅数：163駅（うち、急行停車駅100箇所）
- 複線区間：全線
- 電化区間：全線電化（直流600V）
- 専用軌道区間：京都駅前電停、七条千本のアンダーパス、伏見線の一部、稲荷線のほぼ全線

狭軌路線（1961年8月1日廃止）
- 路線距離（営業キロ）：6.3km
- 軌間：1,067mm
- 駅数：21駅（うち、標準軌路線との重複駅6箇所）
- 複線区間：全線
- 電化区間：全線電化（直流600V）
- 専用軌道区間：堀川中立売の鉄橋上

無軌条電車路線
- 京都市営トロリーバスを参照

## 特徴
伏見・稲荷線を除くと京都市街の碁盤の目状の街路に沿った形で路線が建設された。路線名は通りの名、電停名は東は東大路・西は西大路・南は九条・北は北大路までの範囲にある各通りに所在している場合は交差する縦横の通りの名を組み合わせたものが多く付けられた（京都市内の通りを参照）。ただしこの範囲にあっても祇園・百万遍などの例外がある。また京都らしく、寺社の名を冠した電停も多かった。すぐ近くにある場合は「前」、比較的距離がある場合は「道」の一字を加えた。これらは現在においてもその多くが市営バスの停留所名に引き継がれている。
こうした路線の特徴を生かして各線で完結するのではなく循環系統が多数設定され、乗換が必要な区間をできるだけ少なくする工夫がなされていた。また、平日朝のラッシュに対応するため、2両編成の連結運転や急行運転も行われた。

### 三線軌条区間
京都電気鉄道は狭軌、一方の京都市が自ら建設した路線は標準軌（広軌）であった。市当局は京電の敷設した道路とは別に都市計画で拡張した道路に路線を建設したため、両者が重なることは少なかったが、それでも一部には重複する区間が生じ、三線軌条が敷設された。地元ではこれを「六線共用」とも呼んだ。
- 四条堀川 - 四条西洞院（1912年 - 1961年）四条線/堀川線
- 烏丸丸太町 - 寺町丸太町（1913年 - 1926年）丸太町線/中立売線
- 烏丸丸太町 - 烏丸下立売（1913年 - 1926年）烏丸線/中立売線
- 七条東洞院 - 七条河原町（1913年 - 1927年）七条線/木屋町線

### 他路線との平面交差
全盛期には京阪電気鉄道とは4か所（東山線・四条線・七条線・稲荷線）、京福電気鉄道嵐山線（嵐電）とは1か所（西大路線、1958年（昭和33年）9月15日までは京福電気鉄道北野線との間にもう1か所）、京福電気鉄道叡山線（現・叡山電鉄叡山本線）とは1か所（東山線）の合計6か所も他の路線との平面交差があった。
また、四条通では無軌条線が国鉄山陰本線・嵐電と平面交差していた。その他、伏見線と奈良鉄道（奈良線の前身）の旧線とも、奈良線のルートが変更される1921年（大正10年）まで平面交差していた。

### 他路線との立体交差
- 国鉄 - 伏見線・九条線・西大路線・大宮線・七条線・東山線
- 京阪電気鉄道 - 九条線
- 近鉄京都線 - 九条線・伏見線

### 乗り入れ運転
1949年（昭和24年）12月より、上記の平面交差の一つである京福電気鉄道叡山線元田中駅との間に渡り線が設置され、市電の京都駅前または壬生車庫前から叡山線の山端駅（現・宝ケ池駅）までの乗り入れ運転が臨時で実施された。これは当時、宝ヶ池にあった市営競輪場への輸送のためであった。収容力がもっとも大きかった1000形が専用で使用され、叡山線内はノンストップで走った。山端駅には市電専用の低いホームが設置された。競輪開催日のほか、宝ヶ池で花火が開催された1954年7月13日と1955年7月12日にも運行された。しかし、市電側の集電装置がトロリーポールからビューゲルに変更されたことに加え、市の競輪事業がかねてから公営でギャンブル事業を行うことに反対意見があったことや市の財政再建に目処がついたことで中止されたことから、1955年（昭和30年）9月1日限りでこの乗り入れ運転は中止された（渡り線はその後も長い間残されていた）。
なお、このほかにも第二次世界大戦中から戦後にかけて京阪電気鉄道京津線（当時は京阪神急行電鉄に所属）と東山線との間に連絡線が建設されたが、こちらは市内から排出される屎尿の輸送には使われたものの、旅客営業は実施されなかった。

### 貨物輸送
第二次世界大戦中から戦後にかけて野菜輸送も行われた。北大路線高野橋と下鴨集荷場、伏見線棒鼻と深草集荷場、七条線七条千本と京都中央卸売市場の間に引込線を設け、散水車を改造した専用貨車で運搬していた。

### 祇園祭への対応
祇園祭の山鉾巡行の際には、支障とならないように以下の対応が取られた。
- 巡行路と重複する区間を運休し、前後の区間で折り返し運行（四条線、河原町線）
- 山鉾が横断する通りの架線切断（烏丸線）
- 四条河原町電停（北行）の安全地帯を一時的に撤去し、交差点南側に仮設ホームを設置

このうち架線の切断は、切断箇所を電車が惰力で進むことになっていた（停止した場合は職員が押していた）。また、巡行路と重複する区間では架線の張り方に工夫がなされ、道路の片方にのみ架線柱を持つ片持ち式となっていた（四条烏丸以西では祇園祭の期間のみ臨時にセンターポール方式となった）。
これらの対応は、路線の廃止により、架線の切断は1973年（昭和48年）、運休は1977年（昭和52年）が最後となった。

## 沿革

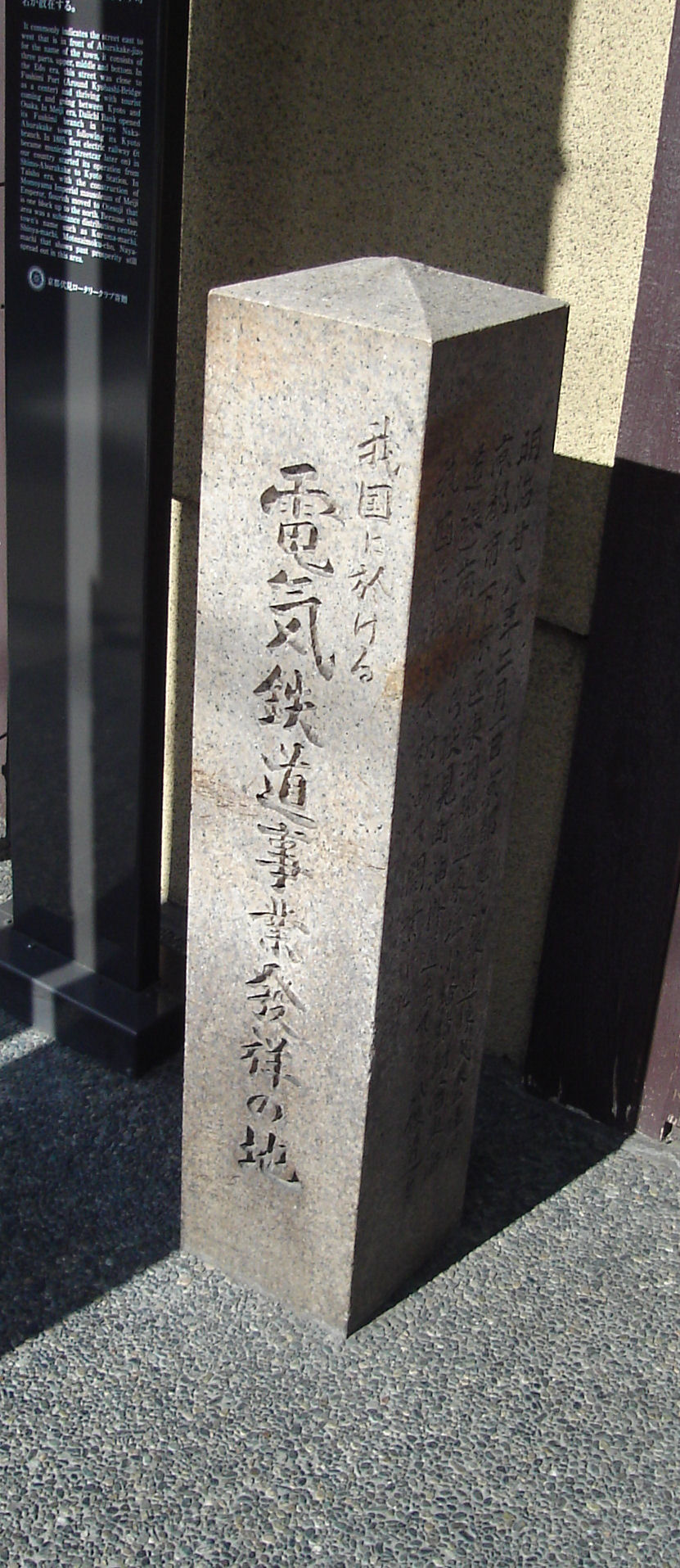
電気鉄道事業発祥記念碑（京都市伏見区）

### 京都電気鉄道時代
- 1892年（明治25年）
  - 春頃 「来たる明治27年は桓武天皇の平安遷都1100年にあたるので明治天皇の行幸を仰いで盛大な記念祭を行い、併せて第4回内国勧業博覧会を京都市で開催したい」という意見が実業界から出される。
  - 秋頃
    - 京都市での第4回内国勧業博覧会の開催が内定。
    - 上下京連合区会（現在の京都市会）議員の高木文平らが、第4回内国勧業博覧会の開催に合わせた旅客輸送を目的に「電気鉄道敷設願書」を千田貞暁京都府知事に出願。

  - 12月千田貞暁京都府知事の諮問を受けた京都府会市部会が、電気鉄道敷設の京都市内路線を可とする答申を出す。
- 1893年（明治26年）
  - 4月 明治天皇の勅令によって、明治28年4月から京都市で第4回内国勧業博覧会を開催する事が公布される。
  - 5月 上下京連合区会議員の高木文平ほか3名が発起人となり、第4回内国勧業博覧会の開催に合わせた旅客輸送を目的に「電気鉄道敷設願書」を井上馨内務大臣へ提出。
  - 7月29日 井上馨内務大臣から以下の2区間の電気鉄道敷設の特許、並びに命令書が下附される。
    - 疏水運河西側 - 南禅寺橋間
    - 丸太町通 - 下立売通東堀川間
- 1894年（明治27年）
  - 2月1日 第4回内国勧業博覧会の開催に合わせた旅客輸送を目的に電気鉄道敷設事業を行う為の民営企業として、資本金30万円の京都電気鉄道株式会社が設立され、専務取締役社長に高木文平が、取締役に大澤善助・河原林義雄・藤本一二・堤彌兵衛が、それぞれ就任。
  - 3月 黒田清隆逓信大臣から電気鉄道事業の認可が下附される。
  - 5月2日 井上馨内務大臣から以下の4区間の電気鉄道敷設の特許、並びに命令書が下附される。
    - 京都市下京区東洞院通塩小路 - 七条通 - 間之町通 - 上珠数屋町通 - 枳殻馬場 - 御影堂 - 五条通 - 高瀬川筋 - 二条通 - 寺町通 - 丸太町通 - 今出川通 - 出町橋間
    - 二条通 - 二条橋 - 疏水運河西側間
    - 下立売通東堀川 - 中立売通間
    - 京都市下京区東洞院通東塩小路 - 京都府紀伊郡九条村 - 京都府紀伊郡竹田村 - 京都府紀伊郡伏見町間
- 1895年（明治28年）
  - 2月1日 伏見線 七条停車場（七条停車場・踏切南） - 下油掛（後の京橋）間開業。運賃は1区2銭、半区1銭、伏見線全線で6銭。路線は1067mmの狭軌路線。日本初の電気鉄道事業の営業開始。
  - 4月1日
    - 京都市上京区岡崎において、第4回内国勧業博覧会が開幕。（7月31日まで）
    - 木屋町線 七条停車場・踏切北 - 【七条通 - 間之町通 - 上珠数屋町通経由】 - 市姫（後の新寺町上珠数屋町） - 木屋町五条（後の五条小橋） - 木屋町二条間開業。
    - 鴨東線 木屋町二条 - 岡崎円勝寺町 - 岡崎博覧会場 - 南禅寺橋（後の南禅寺前）
    - 伏見線 七条停車場停留所を七条停車場・踏切南と改称。
    - 東洞院車庫開設。
    - 伏見線 七条停車場・踏切南 - 木屋町線 七条停車場・踏切北間は、官営鉄道東海道線の踏切を挟んだ徒歩連絡となる。

  - 7月17日 中立売線 木屋町二条 - 寺町二条 - 寺町丸太町 - 丸太町富小路間開業。
  - 8月24日
    - 中立売線 丸太町富小路 - 烏丸丸太町 - 烏丸下立売 - 府庁前間延伸開業。
    - 木屋町線 木屋町五条停留所を五条小橋と改称。

  - 9月24日 中立売線 府庁前 - 堀川下立売 - 堀川中立売間が延伸開業し、中立売線全線開業。
- 1899年（明治32年）5月18日 東九条火力発電所を設置し、東九条車庫併設。
- 1900年（明治33年）
  - 5月7日
    - 北野線 堀川中立売 - 下ノ森間（後の京都市電堀川線の一部区間）開業。
    - 北野線に堀川を跨ぐ為の転車台を設置。

  - 6月14日 官営鉄道東海道本線を跨ぐ跨線橋架橋工事に伴い、伏見線 七条停車場・踏切南 - 木屋町線 七条停車場・踏切北間を徒歩で連絡する踏切が閉鎖される。
- 1901年（明治34年）
  - 1月21日 木屋町線 七条間ノ町 - 新寺町上珠数屋町間のルートを七条内浜（後の七条河原町）経由に変更し、間之町通 - 上珠数屋町通経由の木屋町線 七条間ノ町 - 新寺町上珠数屋町間の路線を間ノ町線として廃止。
  - 3月11日
    - 寺町線 寺町丸太町 - 寺町今出川間が開業し、寺町線全線開業。
    - 出町線 寺町今出川 - 河原町今出川 - 青竜町（後の出町）間が開業し、出町線全線開業。

  - 4月12日
    - 官営鉄道東海道本線を跨ぐ高倉陸橋が開通。
    - 伏見線 八条新道（後の京都駅八条口） - 塩小路高倉 - 東洞院塩小路 - 七条停車場前間が延伸開業し、官営鉄道東海道本線を跨ぐルートが完成。
    - 伏見線 八条新道 - 七条停車場・踏切南間廃止。
    - 木屋町線 東洞院塩小路 - 七条停車場・踏切北間廃止。

  - 8月23日 高倉線 塩小路高倉 - 七条高倉間が、伏見線と木屋町線とを繋ぐ木屋町線に属する短縮ルートとして開業。
  - 12月6日 堀川線 堀川下立売 - 堀川三条間延伸開業。
- 1902年（明治35年）
  - 1月18日 京都市会において、委員7名から構成される「電気鉄道事業、並びに電灯事業を京都市営事業とする」の利害損失調査委員の設置を可決される。
  - 2月10日 城南線 堀川押小路 - 二条停車場（後の二条駅前）間が開業し、城南線全線開業。
  - 6月17日 京都市会において、電気鉄道事業、及び電灯事業の市営化に関する建議が議決される。
  - 10月23日 堀川線 堀川三条 - 西四条（後の四条西洞院）間が延伸開業し、堀川線全線開業（京都電気鉄道の路線としての堀川線として）。
- 1904年（明治37年）
  - 8月4日 稲荷線 勧進橋 - 稲荷間が開業し、稲荷線全線開業。
  - 12月28日
    - 西洞院線 西四条 - 西七条（後の七条西洞院） - 七条停車場前間（後の京都市電堀川線の一部区間）が開業し、七条停車場前をターミナル駅とする七条停車場前 - 塩小路高倉 - 五条小橋 - 木屋町二条 - 寺町二条 - 寺町丸太町 - 堀川下立売 - 堀川押小路 - 西四条 - 西七条 - 七条停車場前間の京都市内循環路線が完成。
    - 三哲車庫を開設し、東洞院車庫を移転。
- 1906年（明治39年）
  - 6月 京都市が京阪電気鉄道株式会社の軌道敷設問題を巡り、京都市内における電気鉄道事業の市営化問題、及び道路拡張の調査を開始。
  - 6月28日 京都市会において、明治37年12月28日に開業した京都電気鉄道株式会社による西洞院線 西四条 - 西七条 - 七条停車場前間の軌道敷設に関する諮問答申案が可決される。
  - 7月12日 京都市会において、京都電気鉄道株式会社の買収に関する建議案が可決される。
  - 12月11日 地方山崎貨物線 大手筋 - 地方山崎間が開業し、地方山崎貨物線全線開業。
- 1907年（明治40年）
  - 3月6日 京都市会において、明治39年度より8ヶ年計画で総額約1,038万円とし、その財源を外債とする「道路拡張・電気鉄道建設予算」が電気鉄道市営・私設両派と妥協して可決される。
  - 3月8日 京都市会において、京阪電気鉄道 三条乗り入れに関する諮問答申案が可決される。
  - 3月23日 京都市会において、嵐山電車軌道（現在の京福電気鉄道嵐山本線）四条堀川東入ル乗入れに関する諮問答申案が可決される。
  - 6月25日 西郷菊次郎京都市長が原敬内務大臣に京都市営電気鉄道敷設の特許を出願。
  - 8月8日 鴨東線 南禅寺橋 - 蹴上間（後の京都市電蹴上線の一部区間）が延伸開業し、鴨東線全線開業。
- 1908年（明治41年）
  - 2月13日 京都市に原敬内務大臣から京都市営電気鉄道敷設の特許が下附される。
- 1909年（明治42年）
  - 6月28日 京都市がフランス共和国のユニオン・パリジェンヌ銀行（現在のBNPパリバ銀行）などから総額4,500万フランス・フランの借款を得る。
  - 12月25日 京都市会において、市営電気鉄道敷設費に関する予算が可決される。
- 1910年（明治43年）
  - 2月3日 京都市会において、京阪電気鉄道の五条 - 塩小路間疏水堤塘上敷設に伴う5万円の納付金が可決される。
  - 12月28日 京都市会において、京都市電烏丸線の路線変更に伴う東本願寺からの土地寄付金の受納が可決される。
- 1911年（明治44年）
  - 8月13日 京都市が京都市営電気鉄道敷設工事を着工。
- 1912年（明治45年）
  - 1月4日 京都市が庶務課、運輸課、工務課からなる電気軌道事務所を設置。
  - 1月10日 京都市が以下の京都市営電気鉄道6路線と区間の重複する京都電気鉄道4路線6区間との共用を京都電気鉄道に申し入れるが、京都電気鉄道側が即日、拒否。
    - 京都市営電気鉄道今出川線 寺町今出川 - 河原町今出川間→京都電気鉄道出町線 寺町今出川 - 河原町今出川間との共用。
    - 京都市営電気鉄道丸太町線 寺町丸太町 - 烏丸丸太町間→京都電気鉄道中立売線 寺町丸太町 - 烏丸丸太町間との共用。
    - 京都市営電気鉄道四条線 四条西洞院 - 四条堀川間→京都電気鉄道堀川線 四条堀川 - 西四条間との共用。
    - 京都市営電気鉄道七条線 七条内浜 - 七条東洞院間→京都電気鉄道木屋町線 七条内浜 - 七条東洞院間との共用。
    - 京都市営電気鉄道河原町線 平居町 - 七条内浜間→京都電気鉄道木屋町線平居町 - 七条内浜間との共用。
    - 京都市営電気鉄道→烏丸線 烏丸丸太町 - 烏丸下立売間→京都電気鉄道中立売線 烏丸丸太町 - 烏丸下立売間との共用。

  - 3月15日 京都市が京都市営電気鉄道6路線と区間の重複する京都電気鉄道4路線6区間との共用について、政府に裁定を申請。
  - 4月19日 京都市が京都市営電気鉄道6路線と区間の重複する京都電気鉄道4路線6区間との共用について、政府の共用認可を得る。
  - 5月10日
    - 北野線 下ノ森 - 北野間が延伸開業し、北野線全線開業。
    - 七本松車庫（旧北野車庫）開設。

  - 5月30日
    - 御池線 堀川御池 - 二条停車場間が開業し、御池線全線開業。
    - 城南線 堀川押小路 - 二条停車場間廃止。

### 京都電気鉄道・京都市電競合時代
- 1912年（明治45年）
  - 6月11日 京都市電気軌道事務所（後の京都市交通局）発足。京都市電烏丸線 七條驛前 - 烏丸丸太町、千本大宮線 壬生車庫前 - 千本丸太町、四条線 四条西洞院 - 四条小橋、丸太町線 烏丸丸太町 - 千本丸太町開業。壬生車庫設置。
- 1912年（大正元年）
  - 9月12日 千本大宮線 壬生車庫前 - 四条大宮、千本丸太町 - 千本今出川、四条線 四条大宮 - 四条堀川延伸開業。
  - 11月21日 京都市電七条線 七条大宮 - 七条烏丸、今出川線 大宮今出川 - 千本今出川、千本大宮線 四条大宮 - 七条大宮開業。
  - 12月25日 京都市電東山線 三条東四丁 - 廣道馬町開業。今出川線 大宮今出川 - 烏丸今出川開業。四条線 四条小橋 - 祇園石段下、四条西洞院 - 四条堀川延伸開業、四条大宮 - 祇園石段下全線開業。
- 1913年（大正2年）
  - 3月15日 東山線 三条東四丁 - 冷泉通延伸開業。
  - 4月5日 東山線 廣道馬町 - 妙法院前、七条線 妙法院前 - 七条内浜延伸開業。
  - 4月16日 東山線 熊野神社前 - 竹屋町通開業。丸太町線 熊野神社前 - 烏丸丸太町延伸開業。
  - 5月6日 東山線 冷泉通 - 竹屋町通延伸開業。
  - 5月26日 烏丸線 烏丸丸太町 - 烏丸今出川延伸開業。
  - 8月5日 七条線 七条内浜 - 七条烏丸延伸開業、京都市電の第一期敷設工事（全7路線）完了。
- 1914年（大正3年）
  - 3月31日 京都電気鉄道伏見線 伏見油掛 - 東浜延伸開業。
  - 8月25日 京都電気鉄道最後の延伸区間となる伏見線 東浜 - 中書島が延伸開業し、七条駅前 - 中書島全線開業。
  - 10月4日 京都電気鉄道貨物線廃止。
- 1916年（大正5年）
  - 4月25日 京都市電に初の車内広告が登場。
- 1917年（大正6年）
  - 10月31日 今出川線 烏丸今出川 - 寺町今出川延伸開業。

### 京都市電時代
- 1918年（大正7年）
  - 7月1日 京都市が京都電気鉄道株式会社を買収し、京都電気鉄道全線を京都市電の路線として編入。木屋町線 塩小路 - 七条高倉休止。
- 1919年（大正8年）
  - 1月17日 御池線 堀川御池 - 二条城廃止。これ以後、旧京都電気鉄道狭軌線付替え及び軌隔拡張（狭軌から標準軌化への改軌）が進む。
- 1920年（大正9年）
  - 5月31日 木屋町線 塩小路 - 七条高倉廃止。
  - 7月7日 京都市電気軌道事務所を京都市電気局に改組。
- 1923年（大正12年）
  - 6月26日 伏見線 七条駅前 - 中書島、稲荷線 勧進橋 - 稲荷軌隔拡張[注釈 3]。
  - 10月21日 烏丸線 烏丸今出川 - 上総町 - 植物園前（中賀茂橋西詰）が延伸開業し、烏丸線全線開業。
- 1924年（大正13年）
  - 4月9日 寺町線 寺町今出川 - 出町休止。
  - 10月1日 河原町線 河原町今出川 - 河原町丸太町開業。今出川線 寺町今出川 - 河原町今出川延伸開業。寺町線 寺町丸太町 - 河原町今出川廃止。
- 1925年（大正14年）
  - 5月14日 烏丸車庫設置。
- 1926年（大正15年）
  - 7月8日 河原町線 河原町丸太町 - 四条河原町延伸開業。
  - 7月14日 中立売線 二条木屋町 - 堀川下立売廃止。
  - 8月7日 蹴上線 仁王門 - 岡崎圓勝寺町開業。鴨東線 岡崎圓勝寺町 - 蹴上を軌隔拡張し、蹴上線に編入。鴨東線 二条木屋町 - 岡崎圓勝寺町休止。
  - 9月1日 木屋町線 二条木屋町 - 四条小橋廃止。鴨東線 二条木屋町 - 岡崎圓勝寺町廃止。
  - 12月15日 河原町線 河原町四条 - 河原町五条延伸開業。
- 1927年（昭和2年）
  - 1月22日 木屋町線 四条小橋 - 五条小橋廃止。
  - 4月5日 河原町線 河原町五条 - 内平居町延伸開業。木屋町線 内平居町 - 七条内浜を軌隔拡張し、河原町線に編入。木屋町線 五条小橋 - 平居町廃止、塩小路東洞院 - 七条東洞院休止、塩小路 - 七条高倉廃止。
  - 4月21日 七条線 七条大宮 - 七条千本（山陰線踏切東）延伸開業。
  - 4月22日 京都駅前循環線が完成。
  - 5月11日 木屋町線 塩小路東洞院 - 七条東洞院、一旦廃止した塩小路 - 七条高倉を軌隔拡張し、旅客営業再開。
- 1928年（昭和3年）
  - 1月13日 東山線 熊野神社前 - 百万遍延伸開業。
  - 6月15日 丸太町線 千本丸太町 - 西ノ京円町延伸開業。
  - 9月20日 御大礼記念京都博覧会開催を祝う花電車を数台運行[13]。
  - 11月5日 西大路線 西ノ京円町 - 西大路四条開業。
  - 11月8日 東山線 妙法院前 - 東福寺延伸開業。
  - 11月21日 七条線 山陰線踏切東 - 七条千本（山陰線踏切西）延伸開業。七条千本 移設。
- 1929年（昭和4年）
  - 1月16日 河原町線 七条内浜 - 塩小路延伸開業。木屋町線 塩小路 - 七条高倉、塩小路東洞院 - 七条東洞院休止。東洞院車庫廃止。狭軌東廻線付替え軌隔拡張完了。
  - 1月23日 木屋町線 塩小路東洞院 - 七条東洞院廃止。
  - 5月14日 今出川線 百万編 - 銀閣寺道延伸開業。
  - 12月10日 千本大宮線 千本今出川 - 千本北大路が延伸開業し、千本線 壬生車庫前 - 千本北大路全線開業。
- 1930年（昭和5年）
  - 2月27日 木屋町線 塩小路 - 七条高倉廃止。
  - 3月2日 丸太町線 熊野神社前 - 岡崎天王町が延伸開業し。丸太町線 西ノ京円町 - 岡崎天王町全線開業。
  - 5月28日 北大路線 千本北大路 - 北大路大徳寺前延伸開業。
- 1931年（昭和6年）市街電車案内図（1931年）

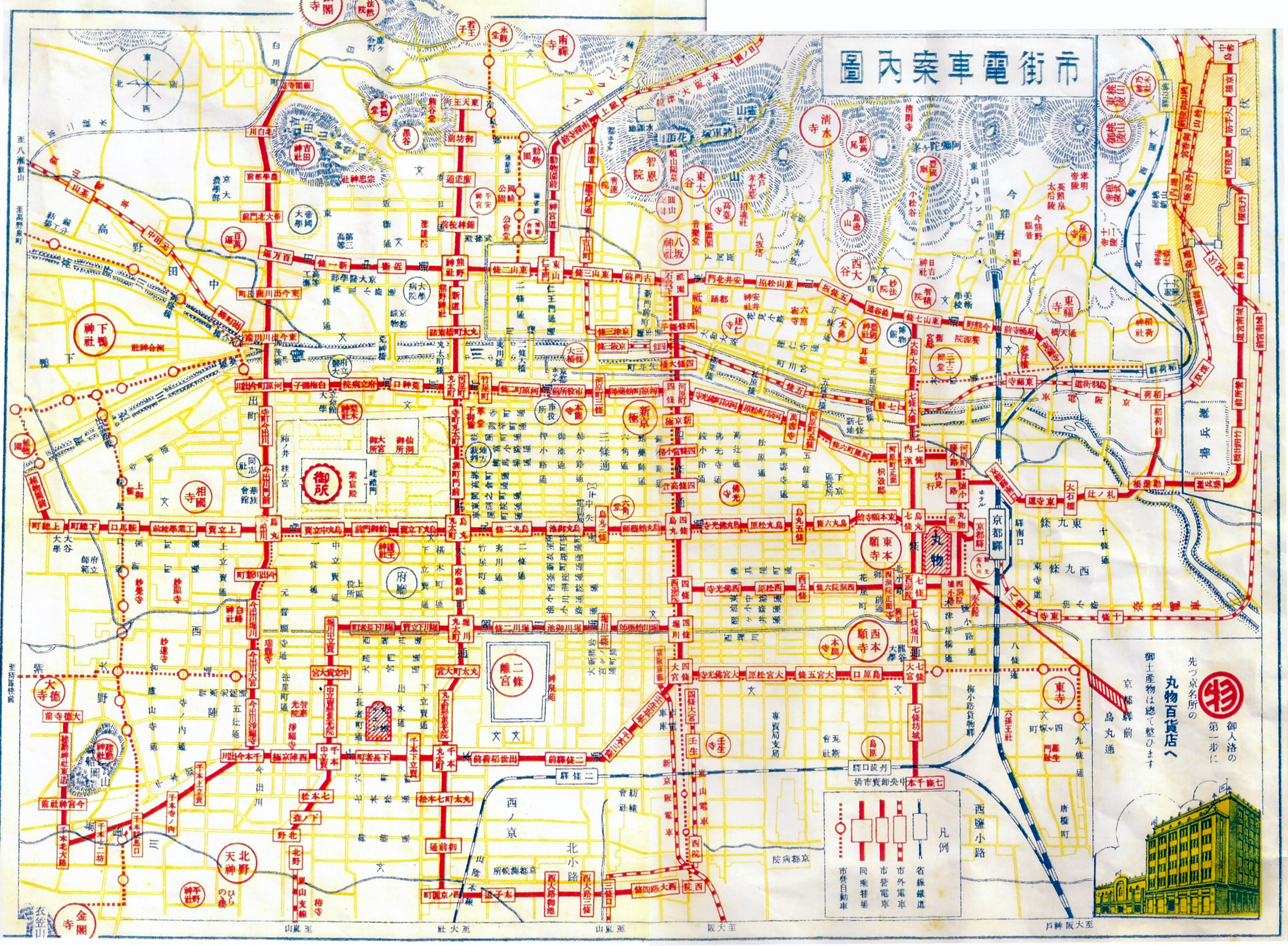
市街電車案内図（1931年）

  - 9月18日 今出川線 河原町今出川 - 百万遍延伸開業。
  - 12月25日 北大路線 北大路大徳寺前 - 上総町延伸開業。
- 1932年（昭和7年）
  - 4月1日 無軌条線（トロリーバス） 四条大宮 - 西大路四条開業。
  - 12月1日 市電・市営バスの相互乗継制度（均一区10銭、特定区・1区5銭）を創設。
- 1933年（昭和8年）
  - 8月5日 九条線 九条車庫前 - 大石橋開業。九条車庫設置。
- 1934年（昭和9年）
  - 7月14日 京都駅前、四条大宮、北野に京都市電・京都市営バス乗客案内所設置。
  - 8月10日 四条大橋に京都市電・京都市営バス乗客案内所設置。
  - 10月1日 烏丸線 上総町 - 中賀茂橋西詰 北大路線編入。北大路線 中賀茂橋西詰（北大路橋西詰） - 高野上開町が延伸開業し、北大路線全線開業。植物園前を賀茂川東岸へ移設。
  - 10月11日 七条線 七条千本 - 西大路七条が延伸開業し、七条線 妙法院前 - 西大路七条全線開業。
- 1935年（昭和10年）
  - 6月3日 西大路線 西大路四条 - 西大路七条延伸開業。
  - 8月21日 千本大宮線 七条大宮 - 九条大宮が延伸開業し、大宮線 四条大宮 - 九条大宮全線開業。
  - 12月20日 西大路線 千本北大路 - わら天神前延伸開業。
- 1936年（昭和11年）
  - 11月17日 西大路線 わら天神前 - 白梅町延伸開業。
- 1937年（昭和12年）
  - 5月7日 九条線 九条大宮 - 西大路九条延伸開業。
  - 11月22日 九条線 東福寺 - 大石橋、九条車庫前 - 九条油小路延伸開業。京都市電の交通調査実施。
- 1938年（昭和13年）
  - 4月11日 通学回数券の発売開始。
  - 9月16日 西大路線 西大路九条 - 西大路駅前延伸開業。
  - 12月22日 西大路線 西大路七条 - 西大路八条延伸開業。
- 1939年（昭和14年）
  - 2月21日 九条線 九条油小路 - 九条大宮が延伸開業し、九条線 東福寺 - 西大路九条全線開業。
  - 7月5日 西大路線 西大路駅前 - 西大路八条延伸開業。
- 1943年（昭和18年）
  - 6月1日 市電運賃を10銭に改定。
  - 7月10日 東山線 高野上開町 - 百万遍が延伸開業し、東山線 高野上開町 - 東福寺全線開業。
  - 10月1日 西大路線 白梅町 - 西ノ京円町が延伸開業し、西大路線 千本北大路 - 西大路九条全線開業。
- （不明）
  - 東山線と京阪神急行電鉄京津線（後の京阪電気鉄道京津線。1997年（平成9年）10月12日廃止）とが平面交差する東山三条交差点に連絡線を設置し、京都市内から排出される屎尿の輸送開始。
- 1944年（昭和19年）
  - 9月21日 貨物線 高野橋 - 下鴨集荷場、棒鼻 - 深草集荷場、七条千本 - 京都中央卸売市場開業。野菜輸送開始。
- 1945年（昭和20年）
  - 2月1日 蹴上線 仁王門 - 蹴上休止。
  - 2月2日 梅津線 西大路四条 - 天神川開業。
  - 8月3日 梅津線 天神川 - 梅津が延伸開業。
- 1946年（昭和21年）
  - 4月1日 運賃を30銭に改定。通学回数券廃止。
- 1947年（昭和22年）
  - 2月20日 運賃を40銭に改定。市電・市営バスの相互乗継制度廃止。
  - 6月18日 運賃を1円に改定。
  - 12月10日 600形電車にモーターを外した1形を連結した「親子電車」の運行開始。
  - 12月17日 京都市電気局を京都市交通局に改組。
- 1948年（昭和23年）
  - 5月27日 運賃を3円50銭に改定。
  - 8月1日 運賃を6円に改定。
  - 10月20日 親子電車の運行終了。
- 1949年（昭和24年）
  - 5月27日 運賃を8円に改定。
  - 7月1日 野菜輸送休止。貨物線休止。
  - 12月 東山線と京福電鉄叡山線との平面交差（東山線叡電前停留所・叡山線元田中駅）の南東側に渡り線完成。叡山線元田中 - 山端への直通運転開始（日付は文献により11日・17日・27日の3説あり）。
- 1950年（昭和25年）
  - 12月25日 運賃を10円に改定。
- 1952年（昭和27年）
  - 8月1日 京都駅前循環線の使用休止。
  - 9月20日 京都駅前乗降車場を三線折り返し式に変更。循環線廃止。
  - 10月1日 地方公営企業法の施行に伴い、京都市交通局が公営企業として新発足。
- 1953年（昭和28年）
  - 7月15日 運賃を13円に改定。
- 1954年（昭和29年）
  - 3月1日 白川線 銀閣寺道 - 天王町開業。
- 1955年（昭和30年）
  - 1月16日 錦林車庫設置。
  - 9月1日 京福電鉄叡山線への直通運転廃止。
  - 10月12日 河原町線 洛北高校前 - 河原町今出川が延伸開業し、洛北高校前 - 京都駅前全線開業。
- 1957年（昭和32年）
  - 4月3日 今出川線 千本今出川 - 北野紙屋川町延伸開業。
- 1958年（昭和33年）
  - 9月16日 今出川線 銀閣寺道 - 白梅町全線開業し、京都市電ネットワークが完成するとともに、京都市電の路線網が最長となる。
  - 12月1日 梅津線を無軌条化。無軌条線（トロリーバス）と統合。トロリーバス梅津車庫設置。
- 1961年（昭和36年）
  - 8月1日 旧京都電気鉄道の路線として開業した狭軌路線のうち、最後まで京都市によって広軌化されなかった堀川線 京都駅前 - 北野6.3kmが廃止され、市営バスに転換される。北野車庫廃止。
- 1962年（昭和37年）
  - 3月27日 市電、及びトロリーバスで平日朝の午前7時から午前9時の間に急行運転開始。
  - 5月1日 梅津線 梅津 - 松尾橋が延伸開業し、四条大宮 - 松尾橋全線開業。
- 1964年（昭和39年）
  - 3月16日 烏丸線で平日朝の午前7時から午前9時までの2両連結運転開始。
  - 6月1日 ワンマンカー運転開始。
- 1965年（昭和40年）
  - 7月10日 蹴上線 東山仁王門 - 蹴上廃止。
  - 9月10日 北大路線、西大路線、東山線の一部区間で平日朝の2両連結運転開始。
  - 12月1日 併用軌道への自動車の乗り入れを全面的に開放。
- 1968年（昭和43年）
  - 1月16日 運賃を20円に改定。
- 1969年（昭和44年）
  - 10月1日 トロリーバスを廃止し、市営バスに転換。
- 1970年（昭和45年）
  - 1月16日 北大路線、西大路線、東山線の一部区間での2両連結運転廃止。
  - 4月1日 旧京都電気鉄道伏見線として開業し、日本初の路面電車として営業運転が開始された伏見線 塩小路高倉 - 中書島と、稲荷線 勧進橋 - 稲荷廃止。両区間とも市営バスに転換。
- 1971年（昭和46年）
  - 3月18日 東京都電大塚駅前 - 本所一丁目他7線区の廃止に伴い、京都市電が日本最大規模の路線網を持つ路面電車となる。
  - 4月1日 烏丸線での2両連結運転廃止。
- 1972年（昭和47年）
  - 1月23日 四条線 四条大宮 - 祇園、大宮線 四条大宮 - 九条大宮、千本線 四条大宮 - 千本北大路を廃止し、市営バスに転換。壬生車庫廃止。
  - 8月1日 運賃を40円に改定。
- 1973年（昭和48年）
  - 4月1日 運賃を50円に改定。同伴幼児無料化の範囲を2人までに拡大。
  - 5月8日 壬生、交通局庁舎内に市電・市営バス乗客案内所設置。
  - 11月1日 京都市内在住70歳以上の高齢者に対する市電の無料化実施。
- 1974年（昭和49年）
  - 4月1日 烏丸線 七条烏丸 - 烏丸車庫前6.0kmを廃止し、市営バスに転換。市電・市バス一日乗車券（大人300円、小人150円。市バスは均一区間内のみ有効）の発売開始。全電停の時刻表を各系統の終発時刻のみ表記したものから、初電-6:30・21:00-終電の各時間帯の時刻を表記したものに取り替え。
- 1975年（昭和50年）
  - 3月30日 全車ワンマンカー化実施。
  - 4月15日 外周線（東山線、北大路線、西大路線、九条線の総称）のうち18.3kmの区間で、併用軌道での自動車通行禁止を実施。
  - 8月1日 運賃を70円に改定。
- 1976年（昭和51年） 
  - 4月1日 今出川線 銀閣寺道 - 白梅町、丸太町線 天王町 - 円町、白川線 銀閣寺道 - 天王町を廃止し、市営バスに転換。錦林車庫廃止。日本最大の路面電車の地位を西鉄北九州線に譲渡。運賃を90円に改定。
  - 10月1日 市電・市営バス・京阪バス・京都バス・京都交通・阪急バスの京都市域共通回数券制度創設。
- 1977年（昭和52年）
  - 10月1日 河原町線 七条河原町 - 洛北高校前、七条線 七条河原町 - 西大路七条、烏丸線 京都駅前 - 七条烏丸を廃止し、市営バスに転換。九条車庫廃止。
- 1978年（昭和53年）
  - 10月1日 河原町線 京都駅前 - 七条河原町、七条線 七条河原町 - 東山七条、東山線 東福寺 - 高野、北大路線 高野 - 千本北大路、西大路線 千本北大路 - 西大路九条、九条線 西大路九条 - 東福寺を廃止し、市営バスに転換。烏丸車庫廃止。京都市電全線廃止。

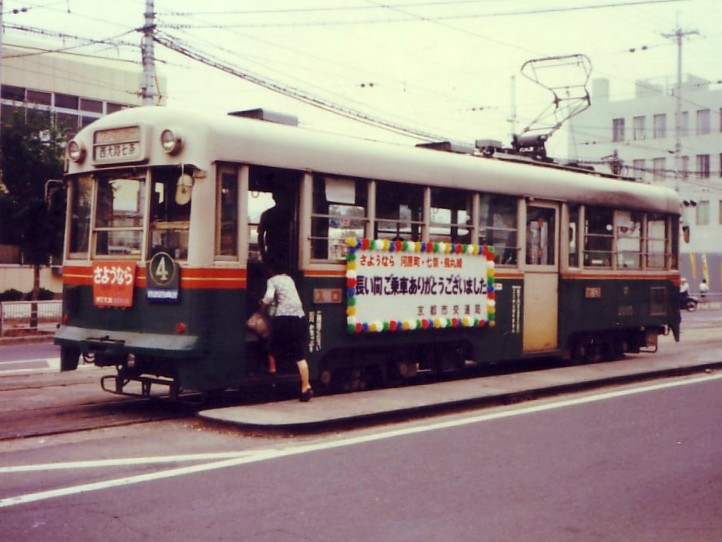
「さようなら 河原町・七条・烏丸線」装飾電車 - 烏丸車庫前（1977年9月25日撮影）
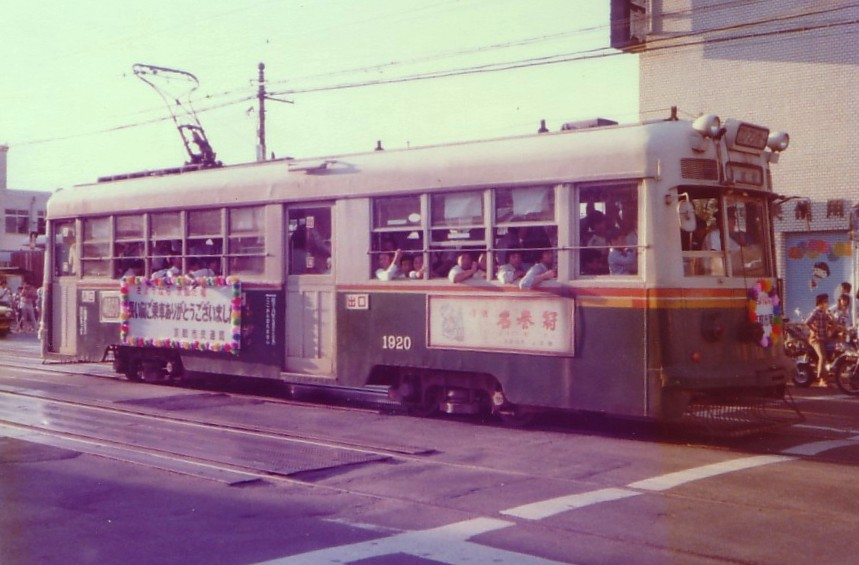
営業最終日の「さようなら 京都市電」装飾電車 - 烏丸車庫前（1978年9月30日撮影）
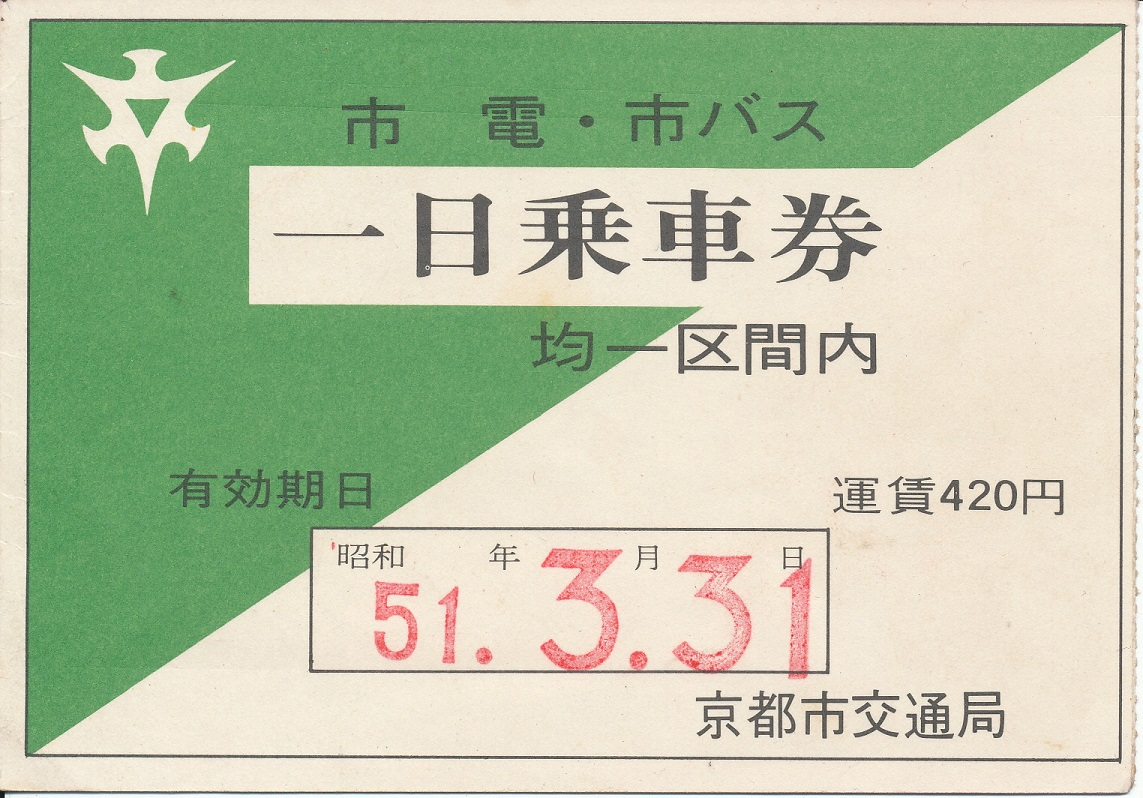
京都市電（市バス）の1日乗車券-表

## 路線一覧

### 京都電気鉄道によって敷設された路線
| 路線名   | 路線名                        | 区間                    | 開業年月日    | 廃止年月日                       | 備考                                                |
| -------- | ----------------------------- | ----------------------- | ------------- | -------------------------------- | --------------------------------------------------- |
| 伏見線   | 伏見線                        | 京都駅前 - 中書島       | 1895年2月1日  | 1970年4月1日                     | 京都市による買収後、 広軌化。                       |
| 鴨東線   | 鴨東線                        | 岡崎 - 木屋町二条       | 1895年4月1日  | 1926年9月1日                     | 京都市による広軌化に伴い廃止。                      |
| 鴨東線   | 鴨東線                        | 蹴上 - 岡崎             | 1895年4月1日  | 1965年7月10日                    | 京都市による買収後、 広軌化。                       |
|          | 木屋町線                      | 京都駅前 - 木屋町二条   | 1895年4月1日  | 1927年4月6日                     | 京都市による買収後、 河原町線の開業に伴い廃止。     |
| 間の町線 | 七条間の町 - 新寺町上珠数屋町 | 1895年4月1日            | 1901年1月21日 | 七条内浜経由に変更され廃止。     |                                                     |
| 東洞院線 | （塩小路東洞院 - 七条東洞院） | 1895年4月1日            | 1929年1月16日 | 河原町塩小路経由に変更され廃止。 |                                                     |
| 高倉線   | 塩小路高倉 - 七条高倉         | 1901年8月23日           | 1929年1月16日 | 河原町塩小路経由に変更され廃止。 |                                                     |
| 中立売線 | 中立売線                      | 木屋町二条 - 堀川中立売 | 1895年7月1日  | 1926年7月15日                    |                                                     |
| 堀川線   | 堀川線                        | 京都駅前 - 北野         | 1895年9月24日 | 1961年8月1日                     | 京都市による買収後も、 廃止時まで狭軌のまま。       |
| 出町線   | 出町線                        | 寺町丸太町 - 青竜町     | 1901年3月11日 | 1924年10月1日                    | 京都市による買収後、 河原町線の延伸開業に伴い廃止。 |
| 城南線   | 城南線                        | 堀川押小路 - 二条駅前   | 1902年2月10日 | 1912年5月30日                    | 御池線の開業に伴い廃止                              |
| 稲荷線   | 稲荷線                        | 勧進橋 - 稲荷           | 1904年8月4日  | 1970年4月1日                     | 京都市による買収後、広軌化。                        |
| 御池線   | 御池線                        | 堀川御池 - 二条駅前     | 1912年5月30日 | 1919年1月18日                    | 京都市による買収後、廃止。                          |

### 京都市によって敷設された路線
| 路線名               | 区間                    | 開業年月日     | 廃止年月日    |
| -------------------- | ----------------------- | -------------- | ------------- |
| 蹴上線               | 東山仁王門 - 岡崎*1     | 1926年8月7日   | 1965年7月10日 |
| 今出川線             | 銀閣寺道 - 北野白梅町   | 1912年11月21日 | 1976年4月1日  |
| 丸太町線             | 円町 - 熊野神社前       | 1912年6月11日  | 1976年4月1日  |
| 四条線               | 四条大宮 - 祇園         | 1912年6月11日  | 1972年1月23日 |
| 七条線               | 東山七条 - 西大路七条   | 1912年11月21日 | 1978年10月1日 |
| 東山線               | 高野 - 東福寺           | 1912年12月25日 | 1978年10月1日 |
| 烏丸線               | 京都駅前 - 烏丸車庫前   | 1912年6月11日  | 1977年10月1日 |
| 大宮線               | 壬生車庫前 - 九条大宮   | 1912年9月12日  | 1972年1月23日 |
| 千本線               | 壬生車庫前 - 千本北大路 | 1912年6月11日  | 1972年1月23日 |
| 白川線               | 銀閣寺道 - 天王町       | 1954年3月1日   | 1976年4月1日  |
| 北大路線             | 高野 - 千本北大路       | 1923年10月21日 | 1978年10月1日 |
| 河原町線             | 洛北高校前 - 塩小路高倉 | 1924年10月1日  | 1978年10月1日 |
| 西大路線             | 千本北大路 - 西大路九条 | 1928年11月5日  | 1978年10月1日 |
| 九条線               | 東福寺 - 西大路九条     | 1933年8月5日   | 1978年10月1日 |
| 梅津線*2             | 西大路四条 - 梅津       | 1945年2月2日   | 1958年12月1日 |
| 無軌条線*3           | 四条大宮 - 西大路四条   | 1932年4月1日   | 1969年10月1日 |
| トロリーバス・梅津線 | 西大路四条 - 松尾橋     | 1958年12月1日  | 1969年10月1日 |

1. 京都電気鉄道路線（岡崎 - 蹴上間）買収後に路線延長。
2. トロリーバスへの転換に伴い廃止。
3. 後にトロリーバス・梅津線に統合

#### 事業別開通区間
（停留所名は開業当時。ただし漢字の字体については、現在一般的に使用されている表記とした）

##### 道路拡築 並 電気鉄道敷設事業
1912年（明治45年）6月11日
- 烏丸線 七条駅前（後に京都駅前と改称）－烏丸丸太町 開業
- 丸太町線 烏丸丸太町－千本丸太町 開業
- 千本大宮線 千本丸太町－壬生車庫前 開業
  - （昭和初期まで千本線と大宮線は一体とされた）
- 四条線 四条西洞院－四条小橋 開業

1912年（大正元年）9月12日
- 千本大宮線 千本丸太町－千本今出川 開業
- 千本大宮線 壬生車庫前－四條大宮 開業
- 四条線 四条大宮－四条堀川 開業

1912年（大正元年）11月21日
- 今出川線 千本今出川－大宮今出川 開業
- 千本大宮線 四条大宮－七条大宮 開業
- 七条線 七条大宮－七条烏丸 開業

1912年（大正元年）12月25日
- 今出川線 大宮今出川－烏丸今出川 開業
- 四条線 四条堀川－四条西洞院 開業
- 四条線 四条小橋－祇園石段下（後に祇園と改称） 開業により、四条線全線開業
- 東山線 三条東四丁（後に東山三条と改称）－祇園石段下－広道馬町（後に馬町と改称） 開業

1913年（大正2年）3月15日
- 東山線 三条東四丁－冷泉通（仮） 開業

1913年（大正2年）4月5日
- 東山線 広道馬町－妙法院前（後に東山七条と改称） 開業
- 七條線 妙法院前－七条内浜（後に七条河原町と改称） 開業

1913年（大正2年）4月16日
- 丸太町線 烏丸丸太町－熊野神社前 開業
- 東山線 熊野神社前－竹屋町通（仮） 開業

1913年（大正2年）5月6日
- 東山線 （竹屋町通）－（冷泉通） 開業

1913年（大正2年）5月26日
- 烏丸線 烏丸丸太町－烏丸今出川 開業

1913年（大正2年）8月5日
- 七条線 七条内浜－七条烏丸 開業

##### 道路拡築 並 電気鉄道敷設事業 延長
1917年（大正6年）10月31日
- 今出川線 烏丸今出川－寺町今出川 開業

##### 都市計画軌道延長事業
市街中心路線の延長、並びに市街狭軌線付替え軌隔拡張
1923年（大正12年）10月21日
- 烏丸線 烏丸今出川－上総町（後に烏丸車庫前と改称）－植物園前（中賀茂橋西詰） 開業により、烏丸線全線開業

1924年（大正13年）10月1日
- 寺町線 寺町今出川－河原町今出川 軌隔拡張／今出川線編入
- 河原町線 河原町今出川－河原町丸太町 開業
  - （寺町線 寺町今出川－寺町丸太町 軌道付替え）

1926年（大正15年）7月8日
- 河原町線 河原町丸太町－河原町四条（後に四条河原町新京極と改称） 開業
  - （寺町線 寺町丸太町－二条木屋町／木屋町線 二条木屋町－四条小橋 軌道付替え）

1926年（大正15年）8月7日
- 蹴上線 仁王門（後に東山仁王門と改称）－（岡崎円勝寺町） 開業
  - （鴨東線  東山二条－（岡崎円勝寺町） 軌道付替え）
- 鴨東線 （岡崎円勝寺町）－三条蹴上 軌隔拡張／蹴上線編入により、蹴上線全線開業

1926年（大正15年）12月15日
- 河原町線 河原町四条－河原町五条 開業
- （木屋町線 四条小橋－五条小橋 軌道付替え）

1927年（昭和2年）4月5日
- 河原町線 河原町五条－（平居町） 開業
  - （木屋町線 五条小橋－（平居町） 軌道付替え）
- 木屋町線 （平居町）－七条内浜（後に七条河原町と改称） 軌隔拡張／河原町線編入

1927年（昭和2年）4月21日
- 七条線 七条大宮－七条千本（山陰本線 踏切東） 開業

1927年（昭和2年）4月22日
- 循環線（京都駅前専用軌道 0.182km） 開業

##### 都市計画軌道延長 第二期事業（外画線）
市街拡大に伴い新線として計画

###### 昭和（太平洋戦争以前）
1928年（昭和3年）1月13日
- 東山線 熊野神社前－百万遍 開業

1928年（昭和3年）6月15日
- 丸太町線 千本丸太町－西ノ京円町（後に円町と改称） 開業

1928年（昭和3年）11月5日
- 西大路線 西ノ京円町－西大路四条 開業

1928年（昭和3年）11月8日
- 東山線 妙法院前－東福寺 開業

1928年（昭和3年）11月21日
- 七条線 （山陰本線 踏切東）－七条千本（山陰本線 踏切西） 開業
- 七条千本 移設

1929年（昭和4年）1月16日
- 河原町線 七条内浜－塩小路（後に塩小路高倉と改称） 開業
- 伏見線 塩小路－京都駅前 河原町線編入

1929年（昭和4年）5月14日
- 今出川線 百万遍－銀閣寺道 開業

1929年（昭和4年）12月10日
- 千本大宮線 今出川千本－千本北大路 開業により、千本線区間全線開業

1930年（昭和5年）3月2日
- 丸太町線 熊野神社前－岡崎天王町（後に天王町と改称） 開業により、丸太町線全線開業

1930年（昭和5年）5月28日
- 北大路線 千本北大路－北大路大徳寺前（後に大徳寺前と改称） 開業

1931年（昭和6年）9月18日
- 今出川線 百万遍－河原町今出川 開業

1931年（昭和6年）12月25日
- 北大路線 北大路大徳寺前－上総町 開業

1932年（昭和7年）4月1日
- 無軌条線 四条大宮－西大路四条 開業

1933年（昭和8年）8月5日
- 九条線 大石橋－九条車庫前 開業

1934年（昭和9年）10月1日
- 烏丸線 上総町－（中賀茂橋西詰） 北大路線編入
- 北大路線 （中賀茂橋西詰／北大路橋西詰）－高野上開町（後に高野と改称） 開業により、北大路線全線開業
- 植物園前を賀茂川東岸へ移設

1934年（昭和9年）10月11日
- 七条線 七条千本－西大路七条 開業により、七条線全線開業

1935年（昭和10年）6月3日
- 西大路線 西大路七条－西大路四条 開業

1935年（昭和10年）8月21日
- 千本大宮線 七条大宮－九条大宮 開業により、大宮線区間全線開業

1935年（昭和10年）12月20日
- 西大路線 千本北大路－わら天神前 開業

1936年（昭和11年）11月17日
- 西大路線 わら天神前－白梅町 開業

1937年（昭和12年）5月7日
- 九条線 九条大宮－西大路九条 開業

1937年（昭和12年）11月22日
- 九条線 大石橋－東福寺 開業
- 九条線 九条車庫前－九条油小路（後に九条奈良電前→九条近鉄前と改称） 開業

1938年（昭和13年）3月28日
- 西大路線 西大路九条－西大路駅前 開業

1938年（昭和13年）12月22日
- 西大路線 西大路七条－西大路八条 開業

1939年（昭和14年）2月21日
- 九条線 九条油小路－九条大宮 開業により、九条線全線開業

1939年（昭和14年）7月5日
- 西大路線 西大路八条－西大路駅前 開業

1943年（昭和18年）7月10日
- 東山線 百万遍－高野 開業により、東山線全線開業

1943年（昭和18年）10月1日
- 西大路線 白梅町－西ノ京円町 開業により、西大路線全線開通

###### 昭和（太平洋戦争後）
1954年（昭和29年）3月1日
- 白川線 銀閣寺道 - 天王町 全線開業

1955年（昭和30年）10月12日
- 河原町線 河原町今出川－洛北高校前 開業により、河原町線全線開業

1957年（昭和32年）4月3日
- 今出川線 千本今出川－北野紙屋川町 開業

1958年（昭和33年）9月16日
- 今出川線 北野紙屋川町－白梅町 開業により、今出川線全線開業

###### 未竣成区間
- 堀川線 堀川中立売－北大路堀川
  - 道路のみ造成

##### 軍事援護事業 他
戦時下輸送増強
1944年（昭和19年）9月21日
- 貨物引込線 高野橋－下鴨集荷場 開業
- 貨物引込線 棒鼻－深草集荷場 開業
- 貨物引込線 七条千本－京都中央卸売市場 開業

1945年（昭和20年）2月2日
- 梅津線 西大路四条－天神川（仮） 開業

1945年（昭和20年）8月3日
- 梅津線 （天神川）－梅津 開業

##### 交通事業
1958年（昭和33年）12月1日
- 梅津線 西大路四条－梅津 無軌条化／無軌条線と統合

1962年（昭和37年）5月1日
- 梅津線 梅津－松尾橋 開業により、梅津線全線開業

## 旅客数の推移
| 年度                          | 京都電気鉄道 | 京都市電        |
| ----------------------------- | ------------ | --------------- |
| 1895年（明治28年）            | 157万2736人  |                 |
| 1896年（明治29年）            | 197万551人   |                 |
| 1897年（明治30年）            | 220万3724人  |                 |
| 1898年（明治31年）            | 248万1274人  |                 |
| 1899年（明治32年）            | 290万7762人  |                 |
| 1900年（明治33年）            | 365万4268人  |                 |
| 1901年（明治34年）            | 381万4090人  |                 |
| 1902年（明治35年）            | 457万3777人  |                 |
| 1903年（明治36年）            | 416万9955人  |                 |
| 1904年（明治37年）            | 355万3612人  |                 |
| 1905年（明治38年）            | 316万8585人  |                 |
| 1906年（明治39年）            | 388万165人   |                 |
| 1907年（明治40年）            | 507万4964人  |                 |
| 1908年（明治41年）            | 801万8011人  |                 |
| 1909年（明治42年）            | 1472万5091人 |                 |
| 1910年（明治43年）            | 1626万6269人 |                 |
| 1911年（明治44年）            | 1807万3667人 |                 |
| 1912年 （明治45年・大正元年） | 2020万8864人 | 1138万9078      |
| 1913年（大正2年）             | 1513万7711人 | 2360万326人     |
| 1914年（大正3年）             | 1600万2606人 | 2294万6084人    |
| 1915年（大正4年）             | 2026万4104人 | 2733万5339人    |
| 1916年（大正5年）             | 1783万8940人 | 2758万2896人    |
| 1917年（大正6年）             | 1024万8306人 | 3144万1175人    |
| 1918年（大正7年）             |              | 5026万1999人    |
| 1919年（大正8年）             |              | 6985万6963人    |
| 1920年（大正9年）             |              | 7253万8685人    |
| 1921年（大正10年）            |              | 7880万9331人    |
| 1922年（大正11年）            |              | 8414万8160人    |
| 1923年（大正12年）            |              | 8895万7436人    |
| 1924年（大正13年）            |              | 9229万5912人    |
| 1925年（大正14年）            |              | 9316万2747人    |
| 1926年 （大正15年・昭和元年） |              | 9708万2375人    |
| 1927年（昭和2年）             |              | 9890万1875人    |
| 1928年（昭和3年）             |              | 1億1481万5713人 |
| 1929年（昭和4年）             |              | 1億848万4237人  |
| 1930年（昭和5年）             |              | 1億104万7471人  |
| 1931年（昭和6年）             |              | 9807万9736人人  |
| 1932年（昭和7年）             |              | 9332万3574人    |
| 1933年（昭和8年）             |              | 9511万2075人    |
| 1934年（昭和9年）             |              | 9727万5703人    |
| 1935年（昭和10年）            |              | 1億144万1478人  |
| 1936年（昭和11年）            |              | 1億677万7423人  |
| 1937年（昭和12年）            |              | 1億907万4327人  |
| 1938年（昭和13年）            |              | 1億1640万6836人 |
| 1939年（昭和14年）            |              | 1億2966万9918人 |
| 1940年（昭和15年）            |              | 1億4862万3018人 |
| 1941年（昭和16年）            |              | 1億6482万4841人 |
| 1942年（昭和17年）            |              | 1億7864万3862人 |
| 1943年（昭和18年）            |              | 1億8382万9735人 |
| 1944年（昭和19年）            |              | 1億7980万2768人 |
| 1945年（昭和20年）            |              | 2億1430万3257人 |
| 1946年（昭和21年）            |              | 1億9992万5474人 |
| 1947年（昭和22年）            |              | 1億9931万9935人 |
| 1948年（昭和23年）            |              | 1億8452万4804人 |
| 1949年（昭和24年）            |              | 1億6617万9175人 |
| 1950年（昭和25年）            |              | 1億6990万3557人 |
| 1951年（昭和26年）            |              | 1億6990万3557人 |
| 1952年（昭和27年）            |              | 1億7497万2224人 |
| 1953年（昭和28年）            |              | 1億8233万3491人 |
| 1954年（昭和29年）            |              | 1億9125万6801人 |
| 1955年（昭和30年）            |              | 1億9726万5538人 |
| 1956年（昭和31年）            |              | 2億174万7512人  |
| 1957年（昭和32年）            |              | 2億603万8014人  |
| 1958年（昭和33年）            |              | 2億855万7409人  |
| 1959年（昭和34年）            |              | 2億1080万5715人 |
| 1960年（昭和35年）            |              | 2億1423万7489人 |
| 1961年（昭和36年）            |              | 2億2043万576人  |
| 1962年（昭和37年）            |              | 2億1960万2049人 |
| 1963年（昭和38年）            |              | 2億2188万6564人 |
| 1964年（昭和39年）            |              | 2億1036万5101人 |
| 1965年（昭和40年）            |              | 2億1097万7195人 |
| 1966年（昭和41年）            |              | 2億348万2467人  |
| 1967年（昭和42年）            |              | 1億9403万4229人 |
| 1968年（昭和43年）            |              | 1億7367万2141人 |
| 1969年（昭和44年）            |              | 1億4490万845人  |
| 1970年（昭和45年）            |              | 1億2177万2678人 |
| 1971年（昭和46年）            |              | 1億878万8013人  |
| 1972年（昭和47年）            |              | 8019万3530人    |
| 1973年（昭和48年）            |              | 6743万6035人    |
| 1974年（昭和49年）            |              | 5443万1511人    |
| 1975年（昭和50年）            |              | 5288万436人     |
| 1976年（昭和51年）            |              | 3190万9957人    |
| 1977年（昭和52年）            |              | 2115万6149人    |

## 車庫・営業所
車庫は、広軌線には壬生、烏丸、九条、錦林の4か所に設けられていたほか、狭軌線用の車庫として北野車庫が設けられていた。また、京都駅八条口には操車場があった。かつては三哲（現在の下京区総合庁舎）に狭軌線の車庫があったほか、四条御前、梅津に無軌条線（トロリーバス） の車庫が設けられていた。入庫する際には乗客に「電車乗継券」が渡された。2005年現在、北野車庫は京都こども文化会館、烏丸車庫は地下鉄北大路駅および大規模商業施設、他は市営バスの車庫または操車場となっている。

### 壬生車庫・壬生営業所
- 盤面の地色：■
- 文字ふちどり：□
- 所在地：京都市中京区壬生坊城町
- 開設年月日：1912年（明治45年）1月4日
- 廃止年月日：1972年（昭和47年）1月23日
- 敷地面積：30,357.92平方メートル（約9,200坪）
- 在籍車両数：71両（1960年9月時点）
- 最寄停留所：千本線・壬生車庫前
- 所属系統
  - 1961年（昭和36年）7月31日・堀川線廃止直前
    - 1号系統（循環系統）
      - 壬生車庫前 - 四条大宮 - 四条西洞院 - 四条烏丸 - 四条河原町新京極 - 祇園 - 熊野神社前 - 百万遍 - 河原町今出川 - 烏丸今出川 - 千本今出川 - 千本中立売 - 千本丸太町 - 壬生車庫前

    - 11号系統
      - 京都駅前 - 七条烏丸 - 四条烏丸 - 烏丸丸太町 - 烏丸今出川 - 千本中立売 - 千本丸太町 - 壬生車庫前 - 四条大宮 - 七条大宮 - 七条西洞院 - 京都駅前

    - 20号系統
      - 千本北大路 - 白梅町 - 北野 - 千本今出川 - 千本中立売 - 千本丸太町 - 壬生車庫前 - 四条大宮 - 四条西洞院 - 四条烏丸 - 四条河原町新京極

    - 21号系統
      - 銀閣寺道 - 錦林車庫前 - 天王町 - 熊野神社前 - 祇園 - 四条河原町新京極 - 四条烏丸 - 四条西洞院 - 四条大宮 - 壬生車庫前 - 千本丸太町 - 千本中立売 - 千本今出川 - 千本北大路 - 烏丸車庫前 - 烏丸今出川 - 烏丸丸太町 - 四条烏丸

  - 1963年（昭和38年）6月20日 - 1969年（昭和44年）9月30日
    - 1号系統
（循環系統）
      - 壬生車庫前 - 四条大宮 - 四条堀川 - 四条西洞院 - 四条烏丸 - 四条河原町新京極 - 祇園 - 熊野神社前 - 百万遍 - 河原町今出川 - 烏丸今出川 - 千本今出川 - 千本中立売 - 千本丸太町 - 壬生車庫前

    - 10号系統
      - 白梅町 - 北野 - 千本今出川 - 千本中立売 - 千本丸太町 - 壬生車庫前 - 四条大宮 - 七条大宮 - 七条西洞院 - 七条烏丸 - 京都駅前

    - 11号系統
      - 白梅町 - 北野 - 千本今出川 - 烏丸今出川 - 烏丸丸太町 - 四条烏丸 - 七条烏丸 - 京都駅前

    - 20号系統
    - 銀閣寺道 - 錦林車庫前 - 天王町 - 熊野神社前 - 祇園 - 四条河原町新京極 - 四条烏丸 - 四条西洞院 - 四条堀川 - 四条大宮 - 壬生車庫前 - 千本丸太町 - 千本中立売 - 千本今出川 - 北野 - 白梅町 - 千本北大路
    - 21号系統
      - 四条烏丸 - 烏丸丸太町 - 烏丸今出川 - 烏丸車庫前 - 千本北大路 - 千本今出川 - 千本中立売 - 千本丸太町 - 壬生車庫前 - 四条大宮 - 七条大宮 - 九条大宮
- 現在
  - 京都市営バス壬生操車場
  - 中京警察署
  - 壬生坊城第2団地
  - 京都市立朱一保育所

### 烏丸車庫・烏丸営業所
- 盤面の地色：■
- 文字ふちどり：□
- 所在地：京都市北区小山北上総町
- 開設年月日：1925年（大正14年）5月14日
- 廃止年月日：1978年（昭和53年）10月1日
- 敷地面積：22,720.66平方メートル（約6,885坪）
- 在籍車両数：112両（1960年9月時点）
- 最寄停留所：烏丸線、北大路線・烏丸車庫前
- 所属系統
  - 1961年（昭和36年）7月31日・堀川線廃止直前
    - 4号系統
      - 京都駅前 - 七条烏丸 - 四条烏丸 - 烏丸丸太町 - 烏丸今出川 - 烏丸車庫前 - 千本北大路 - 白梅町 - 円町 - 西大路四条 - 西大路七条 - 七条大宮 - 七条西洞院 - 七条烏丸 - 京都駅前

    - 5号系統
      - 京都駅前 - 塩小路高倉 - 七条河原町 - 四条河原町新京極 - 河原町二条 - 河原町丸太町 - 河原町今出川 - 洛北高校前 - 烏丸車庫前 - 千本北大路 - 千本今出川 - 千本中立売 - 千本丸太町 - 壬生車庫前 - 四条大宮 - 七条大宮 - 九条大宮

    - 6号系統
      - 京都駅前 - 七条烏丸 - 七条河原町 - 東山七条 - 祇園 - 熊野神社前 - 百万遍 - 高野 - 洛北高校前 - 烏丸車庫前 - 烏丸今出川 - 烏丸丸太町 - 四条烏丸 - 七条烏丸 - 京都駅前

    - 14号系統
      - 百万遍 - 高野 - 洛北高校前 - 烏丸車庫前 - 千本北大路 - 白梅町 - 円町 - 西大路四条

    - 15号系統
      - 京都駅前 - 塩小路高倉 - 七条河原町 - 四条河原町新京極 - 河原町丸太町 - 河原町二条 - 河原町今出川 - 烏丸今出川 - 烏丸車庫前 - 千本北大路 - 白梅町 - 円町 - 西大路四条

  - 1963年（昭和38年）6月20日 - 1969年（昭和44年）9月30日
    - 4号系統
      - 京都駅前 - 七条烏丸 - 四条烏丸 - 烏丸丸太町 - 烏丸今出川 - 烏丸車庫前 - 千本北大路 - 白梅町 - 円町 - 西大路四条 - 西大路七条 - 七条大宮 - 七条西洞院 - 七条烏丸 - 京都駅前

    - 5号系統
      - 京都駅前 - 塩小路高倉 - 七条河原町 - 四条河原町新京極 - 河原町二条 - 河原町丸太町 - 河原町今出川 - 洛北高校前 - 烏丸車庫前 - 千本北大路 - 千本今出川 - 千本中立売 - 千本丸太町 - 壬生車庫前 - 四条大宮

    - 6号系統
      - 京都駅前 - 七条烏丸 - 七条河原町 - 東山七条 - 祇園 - 熊野神社前 - 百万遍 - 高野 - 洛北高校前 - 烏丸車庫前 - 烏丸今出川 - 烏丸丸太町 - 四条烏丸 - 七条烏丸 - 京都駅前

    - 13号系統
      - 四条河原町新京極 - 河原町二条 - 河原町丸太町 - 河原町今出川 - 洛北高校前 - 高野

    - 15号系統
      - 京都駅前 - 塩小路高倉 - 七条河原町 - 四条河原町新京極 - 河原町二条 - 河原町丸太町 - 河原町今出川 - 烏丸今出川 - 烏丸車庫前 - 千本北大路 - 白梅町 - 円町 - 西大路四条
- 現在
  - 京都市営バス烏丸営業所
  - 北大路バスターミナル（地下）
  - キタオオジタウン北大路ビブレ（地上）

### 北野車庫・北野営業所
- 盤面の地色：□
- 文字ふちどり：■
- 所在地：京都市上京区一条通七本松西入滝ケ鼻町
- 開設年月日
  - 京都電気鉄道による開設：1900年（明治33年）5月7日
  - 京都市による買収：1916年（大正7年）7月1日
- 廃止年月日：1961年（昭和36年）8月1日
- 敷地面積：4,541.78平方メートル（約1,377坪）
- 在籍車両数：28両（1960年9月時点）
- 最寄停留所：堀川線・下ノ森
- 所属系統
  - 1961年（昭和36年）7月31日・堀川線廃止直前
    - 10号系統N電
      - 北野 - 下ノ森 - 千本中立売 - 堀川丸太町 - 四条堀川 - 四条西洞院 - 七条西洞院 - 京都駅前
- 現在：京都こども文化会館

### 九条車庫・九条営業所
- 盤面の地色：■
- 文字ふちどり：□
- 所在地：京都市南区東九条下殿田町
- 開設年月日：1933年（昭和8年）8月5日
- 廃止年月日：1977年（昭和52年）10月1日
- 敷地面積：29,593.39平方メートル（約8,968坪）
- 在籍車両数：80両（1960年9月時点）
- 最寄停留所：九条線・九条車庫前
- 所属系統
  - 1961年（昭和36年）7月31日・堀川線廃止直前
    - 7号系統
（循環系統）
      - 九条車庫前 - 大石橋 - 東福寺 - 東山七条 - 祇園 - 四条河原町新京極 - 四条烏丸 - 四条西洞院 - 四条大宮 - 七条大宮 - 九条大宮 - 九条車庫前

    - 8号系統（循環系統）
      - 九条車庫前 - 大石橋 - 東福寺 - 東山七条 - 七条河原町 - 七条烏丸 - 七条大宮 - 西大路七条 - 西大路九条 - 九条大宮 - 九条車庫前

    - 9号系統
      - 京都駅前 - 塩小路高倉 - 大石橋 - 勧進橋 - 中書島

    - 17号系統
      - 九条車庫前 - 九条大宮 - 西大路九条 - 西大路七条 - 七条大宮 - 四条大宮 - 四条堀川 - 四条西洞院 - 四条烏丸 - 四条河原町新京極 - 祇園

    - 18号系統
      - 河原町二条 - 河原町丸太町 - 四条河原町新京極 - 七条河原町 - 塩小路高倉 - 大石橋 - 勧進橋 - 中書島

    - 19号系統
      - 京都駅前 - 塩小路高倉 - 大石橋 - 勧進橋 - 稲荷

  - 1963年（昭和38年）6月20日 - 1969年（昭和44年）9月30日
    - 7号系統（循環系統）
      - 九条車庫前 - 大石橋 - 東福寺 - 東山七条 - 祇園 - 四条河原町新京極 - 四条烏丸 - 四条西洞院 - 四条堀川 - 四条大宮 - 七条大宮 - 九条大宮 - 九条車庫前

    - 8号系統（循環系統）
      - 九条車庫前 - 大石橋 - 東福寺 - 東山七条 - 七条河原町 - 七条烏丸 - 七条大宮 - 西大路七条 - 西大路九条 - 九条大宮 - 九条車庫前

    - 9号系統
      - 京都駅前 - 塩小路高倉 - 大石橋 - 勧進橋 - 中書島

    - 17号系統（循環系統）
      - 九条車庫前 - 九条大宮 - 西大路九条 - 西大路七条 - 七条大宮 - 四条大宮 - 四条堀川 - 四条西洞院 - 四条烏丸 - 四条河原町新京極 - 祇園 - 東山七条 - 東福寺 - 大石橋 - 九条車庫前

    - 18号系統
      - 河原町二条 - 四条河原町新京極 - 七条河原町 - 塩小路高倉 - 大石橋 - 勧進橋 - 中書島

    - 19号系統
      - 京都駅前 - 塩小路高倉 - 大石橋 - 勧進橋 - 稲荷
- 現在
  - 京都市営バス九条車庫
  - 京都市営バス九条営業所

### 錦林車庫・錦林営業所
- 盤面の地色
  - その1：□
  - その2：■
- 文字ふちどり
  - その1：■
  - その2：□
- 所在地：京都市
- 開設年月日：1955年（昭和30年）1月16日
- 廃止年月日：昭和51年4月1日
- 敷地面積：12,494.08平方メートル（約3,786坪）
- 在籍車両数：66両（1960年9月時点）
- 最寄停留所：白川線：錦林車庫前
- 所属系統
  - 1961年（昭和36年）7月31日・堀川線廃止直前
    - 2号系統
      - 西大路九条 - 西大路七条 - 西大路四条 - 円町 - 千本丸太町 - 堀川丸太町 - 烏丸丸太町 - 河原町丸太町 - 熊野神社前 - 天王町 - 錦林車庫前 - 銀閣寺道 - 百万遍 - 河原町今出川 - 河原町丸太町 - 河原町二条 - 四条河原町新京極 - 七条河原町 - 塩小路高倉 - 京都駅前

    - 12号系統
      - 西大路七条 - 西大路四条 - 円町 - 千本丸太町 - 堀川丸太町 - 烏丸丸太町 - 河原町丸太町 - 熊野神社前 - 天王町 - 錦林車庫前 - 銀閣寺道 - 百万遍 - 河原町今出川 - 河原町二条 - 河原町丸太町 - 四条河原町新京極

    - 13号系統
      - 四条河原町新京極 - 河原町二条 - 河原町丸太町 - 河原町今出川 - 洛北高校前 - 高野

    - 22号系統
      - 白梅町 - 円町 - 千本丸太町 - 堀川丸太町 - 烏丸丸太町 - 河原町丸太町 - 熊野神社前 - 天王町 - 錦林車庫前 - 銀閣寺道 - 百万遍 - 河原町今出川 - 烏丸今出川 - 千本今出川 - 北野 - 白梅町 - 円町 - 西大路四条 - 西大路七条

  - 1963年（昭和38年）6月20日 - 1969年（昭和44年）9月30日
    - 2号系統
      - 西大路九条 - 西大路七条 - 西大路四条 - 円町 - 千本丸太町 - 堀川丸太町 - 烏丸丸太町 - 河原町丸太町 - 熊野神社前 - 天王町 - 錦林車庫前 - 銀閣寺道 - 百万遍 - 河原町今出川 - 河原町丸太町 - 河原町二条 - 四条河原町新京極 - 七条河原町 - 塩小路高倉 - 京都駅前

    - 12号系統
      - 西大路四条 - 円町 - 千本丸太町 - 堀川丸太町 - 烏丸丸太町 - 河原町丸太町 - 熊野神社前 - 天王町 - 錦林車庫前 - 銀閣寺道 - 百万遍 - 河原町今出川 - 河原町丸太町 - 河原町二条 - 四条河原町新京極

    - 22号系統
      - 白梅町 - 円町 - 千本丸太町 - 堀川丸太町 - 烏丸丸太町 - 河原町丸太町 - 熊野神社前 - 天王町 - 錦林車庫前 - 銀閣寺道 - 百万遍 - 河原町今出川 - 烏丸今出川 - 千本今出川 - 北野 - 白梅町 - 円町 - 西大路四条 - 西大路七条 - 西大路九条
- 現在：京都市営バス烏丸営業所・錦林出張所

### 梅津車庫・梅津営業所
- 所在地：京都市右京区西院笠目町
- 開設年月日：1958年12月1日
- 廃止年月日：1969年10月1日
- 最寄停留所：梅津線・梅津車庫前
- 所属系統：
  - 1961年（昭和36年）7月31日・堀川線廃止直前
    - 100号系統無軌条電車
      - 四条大宮 - 西大路四条 - 梅津車庫前 - 松尾橋

  - 1963年（昭和38年）6月20日 - 1969年（昭和44年）9月30日
    - 100号系統無軌条電車
      - 四条大宮 - 西大路四条 - 梅津車庫前 - 松尾橋
- 現在：京都市営バス梅津営業所

※系統板なし。番号の代わりに「梅津線」と表記。

### 八条口操車場
- 所在地：京都市南区東九条西山王町
- 開設年月日：不詳 ※京都電気鉄道時代以来車庫の設置と廃止が行われたが、最終的な設置時期は不明。
- 廃止年月日：1970年4月1日
- 最寄停留所：京都駅八条口
- 所属系統：なし - 伏見・稲荷線系統（9号・18号・19号）について操車業務を担当。
- 現在：アバンティ京都

## 行先表示幕
経由を併記した行き先も一部に存在したが、ほとんどは一つの駅名だけの表記であった。このため、循環系統の場合は走行中に方向幕を運転士が随時切り替えていくことも多かったが、手動式のためワンマン化後は後部の方向幕は白幕の無表示固定となっていた。入庫系統の場合は「入庫」という文字が行き先（「みぶ」または「××車庫」）の後に付されていた。
実際の表記に関係なく、ひらがな表記とされた行き先もある。「みぶ（壬生車庫前）」「たかの（高野）」「いなり（稲荷）」「うちはま（七条内浜＝のちに七条河原町に改名）」「ぎおん（祇園）」がそれに当たる。このうち、「みぶ」だけは市営バスに引き継がれたが、「高野」「稲荷」「祇園」は市営バスでは漢字表記である。

### 京都市電廃止当時
| 試 運 転    |
| 故 障       |
| 回 送       |
| 貸 切       |
| 烏丸今出川  |
| 四 条 烏 丸 |
| 西大路七条  |
| 金 閣 寺    |

| 京 都 駅     |
| 烏 丸 車 庫  |
|              |
| 烏丸車庫入庫 |
| 東 山 七 条  |
| 百 万 遍     |
| た か の     |
| 九 条 車 庫  |
|              |
| 下鴨 京都駅  |
| 今出川京都駅 |
| 京 都 駅     |
| 烏 丸 車 庫  |

| 植 物 園          |
| 今出川 烏丸車庫   |
| 西 大 路 四 条    |
| 下鴨 四条河原町   |
| 今出川 四条河原町 |
| 四 条 河 原 町    |
| 千 本 北 大 路    |

| 千本今出川 |
| 円 町      |
| 河原町二条 |
| 西大路九条 |
| ぎ お ん   |
| 白 梅 町   |

## 変電所一覧
| 変電所名 | 所在地                                     | 開設年月日               | 廃止年月日    |
| -------- | ------------------------------------------ | ------------------------ | ------------- |
| 鞍馬口   | 京都市北区小山下総町                       | 1924年12月28日           | 1978年10月1日 |
| 衣笠     | 京都市北区衣笠東御所ノ内町                 | 1938年3月28日            | 1978年10月1日 |
| 東九条   | 京都市南区東九条西山王町                   | 1925年5月12日            | 1978年10月1日 |
| 田中     | 京都市左京区田中飛鳥井町                   | 1929年5月3日             | 1977年10月1日 |
| 京極     | 京都市下京区西七条掛越町                   | 1935年9月21日            | 1977年10月1日 |
| 姉小路   | 京都市中京区姉小路東洞院西入車屋町         | 1912年6月5日（旧）       | 1976年9月16日 |
| 姉小路   | 京都市中京区姉小路東洞院西入車屋町         | 京都市1932年7月1日（新） | 1976年9月16日 |
| 西ノ京   | 京都市中京区西ノ京上平町                   | 1930年6月16日            | 1972年3月6日  |
| 七条     | 京都市東山区南門通大和大路東入三丁目本瓦町 | 1941年10月4日            | 1972年3月6日  |
| 三条     | 京都市左京区仁王門通新高倉東入北門前町     | 1940年9月11日            | 1971年1月14日 |
| 竹田     | 京都市伏見区深草加賀屋敷町                 | 1947年11月1日            | 1970年4月1日  |
| 梅津     | 京都市右京区西院笠目町                     | 1959年10月21日           | 1969年10月1日 |

## 「京都駅前」駅乗場の推移
1954年（昭和29年）3月1日改正
| のりば |           |                      |
| 1      | ■4号系統  | 烏丸車庫前 行        |
| 1      | ■6号系統  | 高野 行              |
| 1      | ■11号系統 | 千本今出川 行        |
| 2      | ■6号系統  | 百万遍 行            |
| 3      | ■4号系統  | 円町 行              |
| 3      | ■11号系統 | 壬生車庫前 行        |
| 東1    | ■9号系統  | 中書島 行            |
| 東1    | ■19号系統 | 稲荷 行              |
| 東2    | ■3号系統  | 銀閣寺道 行          |
| 東2    | ■5号系統  | 今出川 烏丸車庫前 行 |
| 堀川線 | □10号系統 | 北野 行              |

1955年（昭和30年）1月16日改正
| のりば |           |                      |
| 1      | ■4号系統  | 烏丸車庫前 行        |
| 1      | ■6号系統  | 高野 行              |
| 1      | ■11号系統 | 千本今出川 行        |
| 2      | ■6号系統  | 百万遍 行            |
| 3      | ■4号系統  | 円町 行              |
| 3      | ■11号系統 | 壬生車庫前 行        |
| 東1    | ■9号系統  | 中書島 行            |
| 東1    | ■19号系統 | 稲荷 行              |
| 東2    | □2号系統  | 銀閣寺道 行          |
| 東2    | ■5号系統  | 今出川 烏丸車庫前 行 |
| 堀川線 | □10号系統 | 北野 行              |

1956年（昭和31年）10月12日改正
| のりば |           |                     |
| 1      | ■4号系統  | 烏丸車庫前 行       |
| 1      | ■6号系統  | 高野 行             |
| 1      | ■11号系統 | 千本今出川 行       |
| 2      | ■6号系統  | 百万遍 行           |
| 3      | ■4号系統  | 金閣寺前 行         |
| 3      | ■11号系統 | 壬生車庫前 行       |
| 東1    | ■9号系統  | 中書島 行           |
| 東1    | ■18号系統 | 中書島 行           |
| 東1    | ■19号系統 | 稲荷 行             |
| 東2    | □2号系統  | 銀閣寺道 行         |
| 東2    | ■5号系統  | 洛北高校前 行       |
| 東2    | ■18号系統 | 四条河原町新京極 行 |
| 堀川線 | □10号系統 | 北野 行             |

1957年（昭和32年）4月3日改正
| のりば |           |                      |
| 1      | ■4号系統  | 烏丸車庫前 行        |
| 1      | ■6号系統  | 植物園前 行          |
| 1      | ■11号系統 | 千本今出川 行        |
| 2      | ■6号系統  | 百万遍 行            |
| 3      | ■4号系統  | 金閣寺前 行          |
| 3      | ■11号系統 | 壬生車庫前 行        |
| 東1    | ■9号系統  | 中書島 行            |
| 東1    | ■18号系統 | 中書島 行            |
| 東1    | ■19号系統 | 稲荷 行              |
| 東2    | □2号系統  | 銀閣寺道 行          |
| 東2    | ■5号系統  | 洛北高校前 行        |
| 東2    | ■15号系統 | 今出川 烏丸車庫前 行 |
| 東2    | ■18号系統 | 四条河原町新京極 行  |
| 堀川線 | □10号系統 | 北野 行              |

1961年（昭和36年）8月1日改正
| のりば |           |                      |
| 1      | ■4号系統  | 烏丸車庫前 行        |
| 1      | ■6号系統  | 植物園前 行          |
| 1      | ■11号系統 | 烏丸 北野 行         |
| 2      | ■6号系統  | 百万遍 行            |
| 3      | ■4号系統  | 金閣寺前 行          |
| 3      | ■10号系統 | 千本 北野 行         |
| 東1    | ■9号系統  | 中書島 行            |
| 東1    | ■18号系統 | 中書島 行            |
| 東1    | ■19号系統 | 稲荷 行              |
| 東2    | □2号系統  | 銀閣寺道 行          |
| 東2    | ■5号系統  | 植物園前 行          |
| 東2    | ■15号系統 | 今出川 烏丸車庫前 行 |
| 東2    | ■18号系統 | 河原町二条 行        |

1963年（昭和38年）4月20日改正
| のりば |           |                      |
| 1      | ■4号系統  | 烏丸車庫前 行        |
| 1      | ■6号系統  | 植物園前 行          |
| 1      | ■11号系統 | 烏丸 北野 行         |
| 2      | ■6号系統  | 百万遍 行            |
| 3      | ■4号系統  | 金閣寺前 行          |
| 3      | ■10号系統 | 千本 北野 行         |
| 東1    | ■9号系統  | 中書島 行            |
| 東1    | ■19号系統 | 稲荷 行              |
| 東2    | □2号系統  | 銀閣寺道 行          |
| 東2    | ■5号系統  | 植物園前 行          |
| 東2    | ■15号系統 | 今出川 烏丸車庫前 行 |

1970年（昭和45年）4月1日改正
| のりば |           |                      |
| 1      | ■4号系統  | 烏丸車庫前 行        |
| 1      | ■6号系統  | 植物園前 行          |
| 1      | ■11号系統 | 烏丸 北野 行         |
| 2      | ■6号系統  | 百万遍 行            |
| 3      | ■4号系統  | 金閣寺前 行          |
| 3      | ■10号系統 | 千本 北野 行         |
| 東1    |           | 休止                 |
| 東2    | □2号系統  | 銀閣寺道 行          |
| 東2    | ■5号系統  | 植物園前 行          |
| 東2    | ■15号系統 | 今出川 烏丸車庫前 行 |

1972年（昭和47年）1月23日改正
| のりば |           |                      |
| 1      | ■4号系統  | 烏丸車庫前 行        |
| 1      | ■5号系統  | 千本今出川 行        |
| 1      | ■6号系統  | 植物園前 行          |
| 2      | ■6号系統  | 百万遍 行            |
| 3      | ■4号系統  | 金閣寺前 行          |
| 東1    |           | 休止                 |
| 東2    | □2号系統  | 銀閣寺道 行          |
| 東2    | ■5号系統  | 植物園前 行          |
| 東2    | ■15号系統 | 今出川 烏丸車庫前 行 |

1973年（昭和48年）初夏改正
| のりば |           |                      |
| 1      | ■4号系統  | 烏丸車庫前 行        |
| 1      | ■5号系統  | 千本今出川 行        |
| 1      | ■6号系統  | 植物園前 行          |
| 2      | ■6号系統  | 百万遍 行            |
| 3      | ■4号系統  | 金閣寺前 行          |
| 東1    | □2号系統  | 銀閣寺道 行          |
| 東1    | ■5号系統  | 植物園前 行          |
| 東1    | ■15号系統 | 今出川 烏丸車庫前 行 |

1974年（昭和49年）4月1日改正
| のりば |          |             |
| 1      | ■4号系統 | 金閣寺前 行 |
| 1      | ■6号系統 | 高野 行     |
| 東1    | □2号系統 | 銀閣寺道 行 |
| 東1    | ■5号系統 | 植物園前 行 |

1976年（昭和51年）4月1日改正
| のりば |          |             |
| 1      | ■4号系統 | 金閣寺前 行 |
| 1      | ■6号系統 | 高野 行     |
| 東1    | ■5号系統 | 植物園前 行 |

1977年（昭和52年）10月1日改正
| のりば |          |               |
| 東1    | ■6号系統 | 烏丸車庫前 行 |

## 車両
1937年から製造された600形によって「京都市電スタイル」と呼ぶべきものが確立され、その後の車両にも受け継がれた（半流線型の前頭部、緑とクリームのツートンカラー、正面窓上の前照灯）。この車両・塗装の影響は大きく、他の路面電車にも似たものが見受けられた。
京都市電は六大都市の中で唯一PCCカー（およびそれに準じた車両）を製造しなかったが、1958年から製造された700形は、近代化された軽量車体で（一部は間接制御を装備）弾性車輪を履き、それらに匹敵する車両であった。
1960年代になると他の都市同様、京都市電もワンマン運転に対応した改造を行うこととなる。最初に改造された2600形は、その前に製造された2000形に準じたスタイルで、ラッシュ時には連結運転可能な仕様になっていたが、その後に改造された1600形・1800形・1900形は簡易な改造に止まった。
ワンマン化改造を行わなかった車両は1974年の烏丸線廃止と同時に運用からはずされた。ただし、労働組合との間での条件交渉が妥結しなかったため、その後約1年間、ワンマン化改造された車両の一部に一時的に車掌を乗務させる措置がとられた（車掌を乗務させる車両は、ワンマンカーの印である赤い帯と「ワンマンカー」の表示が取り外されていた）。
狭軌1形
1961年 に廃止された堀川線（北野線）の車両。1955年までは広軌1形との重複を避けるため車体番号に「N」をつけて区別されていた（「N電」という通称はこれに由来）。京電の買収当時はN1号 - N133号の133両を引き継いだが、直後に33両を売却。以後次第に数を減らして堀川線廃止前年には28両が残っていた。この28両は1955年に改番を行い、1 - 28に番号が付け直されている（すでに広軌1形が全廃された後だったため、それまで番号の前に付いていた「N」は省略された）廃止の年の3月末に6両が廃車となり、最後まで残ったのは22両だった。

### 京都市電車両形式一覧
| 型式          | 車両数 | 車両番号        | 製造初年   | 廃車年     | 備考                                              |
| ------------- | ------ | --------------- | ---------- | ---------- | ------------------------------------------------- |
| 狭軌1形       | 133両  | 1 - 133号車     | 1918年6月  | 1961年7月  | 京都電気鉄道からの譲渡車両。                      |
| 広軌1形       | 171両  | 1 - 171号車     | 1912年4月  | 1952年3月  | うち170号車、171号車は貴賓車からの改造車両        |
| 貴賓車        | 2両    | 1・2号車        | 1912年6月  | 1950年1月  | 1923年に広軌1形普通車に改造                       |
| 貨車          | 8両    | 1 - 8号車       | 1925年7月  | 1973年2月  |                                                   |
| 180形         | 2両    | 181号車         | 1929年10月 | 1950年1月  | 狭軌1形からの改造車両                             |
| 180形         | 2両    | 182号車         | 1935年7月  | 1940年8月  | 京阪80形（初代、旧大津電車軌道1形）からの譲渡車両 |
| 200形         | 93両   | 201 - 293号車   | 1927年10月 | 1959年1月  |                                                   |
| 300形         | 50両   | 301 - 350号車   | 1925年11月 | 1959年1月  |                                                   |
| 500形         | 40両   | 501 - 540号車   | 1924年2月  | 1970年5月  | 514 - 517号車は小型化改造車両                     |
| 600形         | 95両   | 601 - 695号車   | 1937年4月  | 1973年1月  |                                                   |
| 700形         | 48両   | 701 - 748号車   | 1958年3月  | 1974年4月  |                                                   |
| 800形         | 90両   | 801 - 890号車   | 1950年4月  | 1974年4月  |                                                   |
| 900形         | 35両   | 901 - 935号車   | 1955年3月  | 1974年4月  |                                                   |
| 1000形        | 32両   | 1001 - 1032     | 1949年10月 | 1972年1月  |                                                   |
| 1600形        | 63両   | 1605 - 1667号車 | 1966年12月 | 1976年4月  | 600形からの改造車両                               |
| 1800形        | 70両   | 1801 - 1870号車 | 1968年10月 | 1978年9月  | 800形からの改造車両                               |
| 1900形        | 16両   | 1916 - 1931号車 | 1970年2月  | 1978年9月  | 900形からの改造車両                               |
| 2000形        | 6両    | 2001 - 2006号車 | 1964年1月  | 1977年10月 |                                                   |
| 2600形        | 18両   | 2601 - 2618号車 | 1969年1月  | 1977年10月 | 600形からの改造車両                               |
| トロバス1形   | 2両    | 1 - 2号車       | 1932年3月  | 1953年8月  | イギリス・ガイモータース社製                      |
| トロバス2形   | 2両    | 3 - 4号車       | 1932年3月  | 1953年8月  | イギリス・イングリッシュエレクトリック社製        |
| トロバス3形   | 2両    | 5・7号車        | 1932年6月  | 1952年6月  |                                                   |
| トロバス4形   | 1両    | 6号車           | 1933年3月  | 1952年6月  |                                                   |
| トロバス100形 | 6両    | 101 - 106形車   | 1952年4月  | 1968年9月  |                                                   |
| トロバス200形 | 2両    | 201 - 202号車   | 1955年9月  | 1969年9月  |                                                   |
| トロバス300形 | 18両   | 301 - 318号車   | 1958年12月 | 1969年9月  |                                                   |

### 現在も保存されている元京都市電車両一覧
以下の車両が保存されている。これらのうち、27・29・505・703・890・935・1605・2001は交通局が保存し、烏丸車庫跡（地下鉄北大路駅付近）に建設された地下鉄北大路工場内（市営バス烏丸営業所併設）保存館で時折公開していたが、再開発により移動し非公開で保管されたのち、すべて梅小路公園に移設され公開保存されている。
| 型式             | 車両番号 | 保存場所                                                 | 備考 |
| ---------------- | -------- | -------------------------------------------------------- | --- |
| 狭軌1形          | 8号車    | 博物館明治村：愛知県犬山市内山1                          | 旧N58号車。京都電気鉄道時代の姿に復元。 |
| 狭軌1形          | 15号車   | 博物館明治村：愛知県犬山市内山1                          | 旧N115号車。京都電気鉄道時代の姿に復元。 |
| 狭軌1形          | 19号車   | オレンジエンパイア鉄道博物館：米国カリフォルニア州ペリス | ポールは1本撤去されているが堀川線（北野線）廃止当時の姿のまま。 |
| 狭軌1形          | 27号車   | 梅小路公園：京都市下京区観喜寺町                         | 京都市交通局で保管されていたが、1994年に製造当初の状態に復元して動態化し、梅小路公園で運転開始。2014年にリチウムイオン電池動力に改造し引き続き梅小路公園で運転。                                                                            |
| 1800形 （800形） | 1869号車 | オールド・プエブロ・トロリー：米国アリゾナ州ツーソン     | 阪堺電気軌道に譲渡され、モ251形（モ255号車）に改造。廃車後、阪堺電気軌道から譲渡。800形当時の状態に復元。 |
| 1800形 （800形） | 1870号車 | 阪堺電気軌道：我孫子車庫                                 | 阪堺電気軌道に譲渡され、モ251形（モ256号車）に改造。平安遷都1200年を記念して車体を京都市電時代の塗装に復元。廃車後も阪堺電気軌道の我孫子道車庫で留置。毎年6月の第二日曜日に開催される路面電車まつりの際に我孫子車庫内を往復運転したりする。 |

| 型式    | 車両番号 | 保存場所                                                             | 備考 |
| ------- | -------- | -------------------------------------------------------------------- | --- |
| 狭軌1形 | 1号車    | ハピネスパーク交野霊園：大阪府交野市東倉治2-1521                     | 以前は、京都市北区大宮西脇台町の大宮交通公園に保存されていた。N06に改番し、塗装変更。2020年にハピネスパーク交野霊園に移管された。霊園では法要施設として使用する意向。                                   |
| 狭軌1形 | 2号車    | 平安神宮南神苑：京都市左京区岡崎西天王町                             | 塗装含め堀川線（北野線）廃止当時のままの姿で保存。入園料が必要。2020年重要文化財にするよう答申され路面電車で初めて重文になる。                                                                          |
| 狭軌1形 | 5号車    | 明治大阪工場：大阪府高槻市東五百住                                   | 工場敷地内に設置されており見学には許可が必要。 |
| 狭軌1形 | 9号車    | 奄美アイランド：鹿児島県奄美市住用村山間811-1                        | 服部緑地からの譲渡。 |
| 狭軌1形 | 17号車   | フロンティアビレッジ交通博物館：米国ニュージャージー州ワイルドウッド | 2014年5月、オークションに掛けられた。 |
| 狭軌1形 | 21号車   | 京都カトリック信愛幼稚園：京都市中京区河原町御池                     | 一般非公開。白色と深緑の塗装になっている。 |
| 狭軌1形 | 23号車   | ハピネスパーク千年オリーブの森堺和泉：大阪府和泉市三林町             | 復元。宝塚ファミリーランド閉鎖に伴い加悦SL広場に譲渡されたが、こちらも閉鎖となり再譲渡された。 |
| 狭軌1形 | 25号車   | 甲賀カントリー倶楽部甲賀ファミリーランド跡：滋賀県湖南市三雲         | |
| 狭軌1形 | 28号車   | 北阪ビル：京都市下京区烏丸五条上ル                                   | 塗装変更。屋内保存。方向幕付き。 |
| 広軌1形 | 29号車   | 梅小路公園：京都市下京区観喜寺町                                     | 京都市交通局で非公開で保管されていたが、梅小路公園再整備に伴い移設。 |
| 300形   | 301号車  | 紫明幼稚園：京都市北区小山東大野町                                   | |
| 300形   | （不明） | 京都市伏見区内                                                       | かつては「市電住宅」として利用されていたが、これが最後の1両のみが残っている。 |
| 500形   | 505号車  | 梅小路公園：京都市下京区観喜寺町                                     | 京都市交通局で非公開で保管されていたが、梅小路公園再整備に伴い移設。 |
| 500形   | 520号車  | 甲賀カントリー倶楽部甲賀ファミリーランド跡：滋賀県湖南市三雲         | |
| 500形   | 527号車  | 甲賀カントリー倶楽部甲賀ファミリーランド跡：滋賀県湖南市三雲         | |
| 700形   | 703号車  | 梅小路公園：京都市下京区観喜寺町                                     | 京都市交通局で非公開で保管されていたが、梅小路公園再整備に伴い移設。 |
| 700形   | 705号車  | 精華聖マリア幼稚園：京都府相楽郡精華町南稲八妻丸山                   | |
| 700形   | 720号車  | 塚本児童公園：京都市左京区一乗寺塚本町                               | 前後面窓、車体側面に金網が設置されている。 |
| 700形   | 726号車  | 安詳小学校：京都府亀岡市篠町                                         | |
| 800形   | 890号車  | 梅小路公園：京都市下京区観喜寺町                                     | 京都市交通局で非公開で保管されていたが、梅小路公園再整備に伴い移設。 |
| 900形   | 935号車  | 梅小路公園：京都市下京区観喜寺町                                     | 京都市交通局で非公開で保管されていたが、梅小路公園再整備に伴い移設。 |
| 1600形  | 1605号車 | 梅小路公園：京都市下京区観喜寺町                                     | 京都市交通局で非公開で保管されていたが、梅小路公園再整備に伴い移設。 |
| 1800形  | 1801号車 | 京都コンピュータ学院：京都市左京区浄土寺馬場町                       | 架線、安全地帯付。2600形2603号車とともに保存。 |
| 1800形  | 1802号車 | 端山保育園：京都市伏見区醍醐上端山町                                 | |
| 1800形  | 1803号車 | 住吉保育園：京都市伏見区舞台町                                       | 一般非公開 |
| 1800形  | 1820号車 | 巌商店：京都府八幡市八幡一ノ坪                                       | ほぼ原型のまま保存。2008年に塗装し直しされた。ただし、上半分がオリジナルと異なる。 |
| 1800形  | 1821号車 | 京都教育大学附属桃山小学校：京都市伏見区桃山筒井                     | つゆくさ号の愛称がある。 |
| 1800形  | 1829号車 | 柴田屋敷町公園：京都市伏見区柴田屋敷町                               | 自治会集会所として利用。 |
| 1800形  | 1831号車 | 民間所有：滋賀県東近江市                                             | ほぼ原型に復元され保存。 |
| 1800形  | 1833号車 | 一般家屋：大阪府東大阪市東石切町                                     | 大阪市電3033号とともに保存。 |
| 1800形  | 1849号車 | 樫原児童公園：京都市西京区樫原五反田                                 | |
| 1800形  | 1860号車 | ハピネスパーク牧野霊園：大阪府交野市東倉治2-1521                     | 2015年までは大宮交通公園内で保存されていたが岡崎公園に移設され、同年12月5日より観光案内所として使用されていた。しかし市が老朽化を理由に現地での維持を断念、1形1号車と同じ交野市の霊園施設に譲渡された。 |
| 2000形  | 2001号車 | 梅小路公園：京都市下京区観喜寺町                                     | 京都市交通局で非公開で保管されていたが、梅小路公園再整備に伴い移設。 |
| 2600形  | 2603号車 | 京都コンピュータ学院：京都市左京区浄土寺馬場町                       | 架線、安全地帯付。1800形1801号車とともに保存。 |

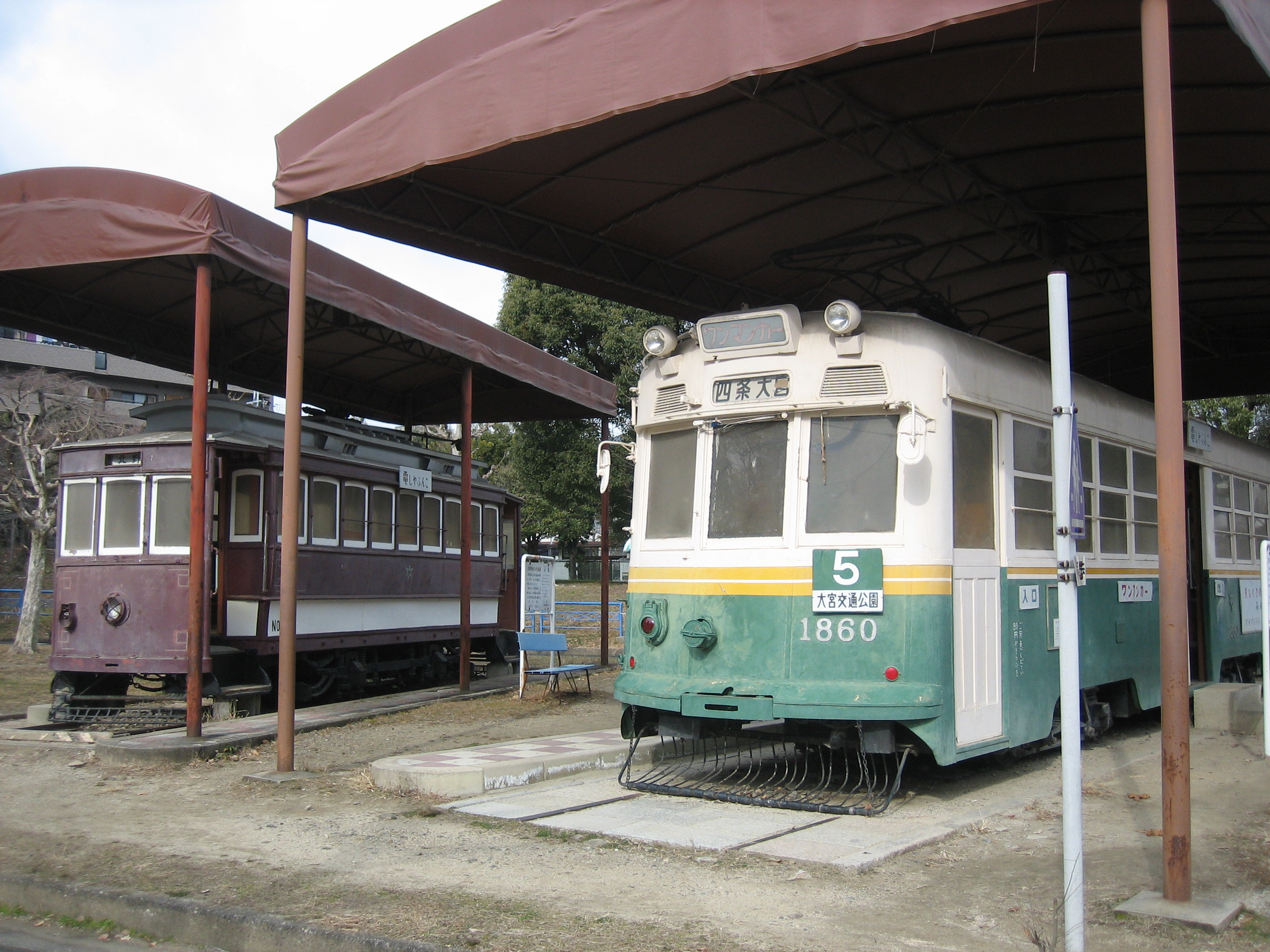
1（左）、1860（右） 大宮交通公園（保存当時）
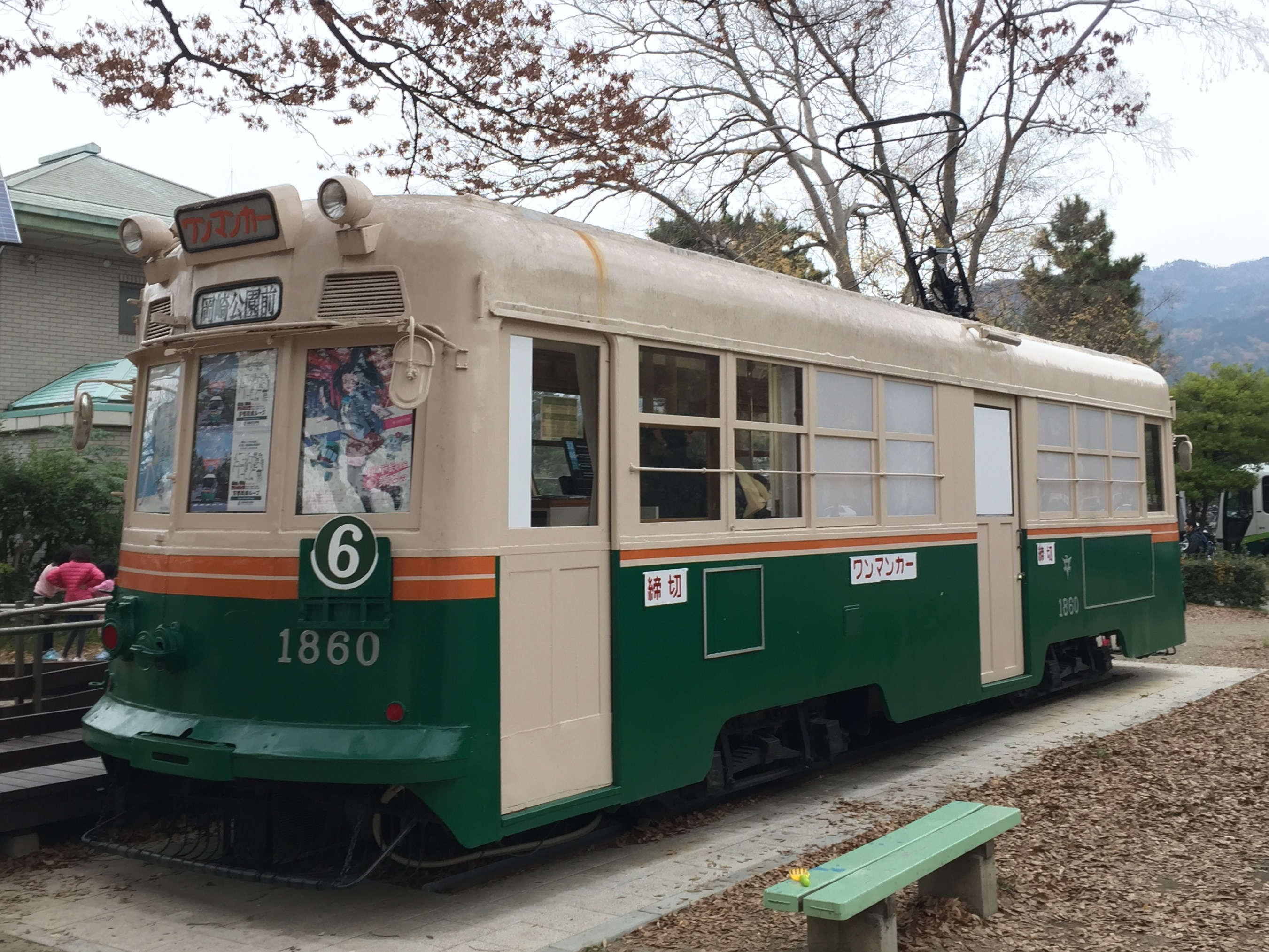
1860 岡崎公園
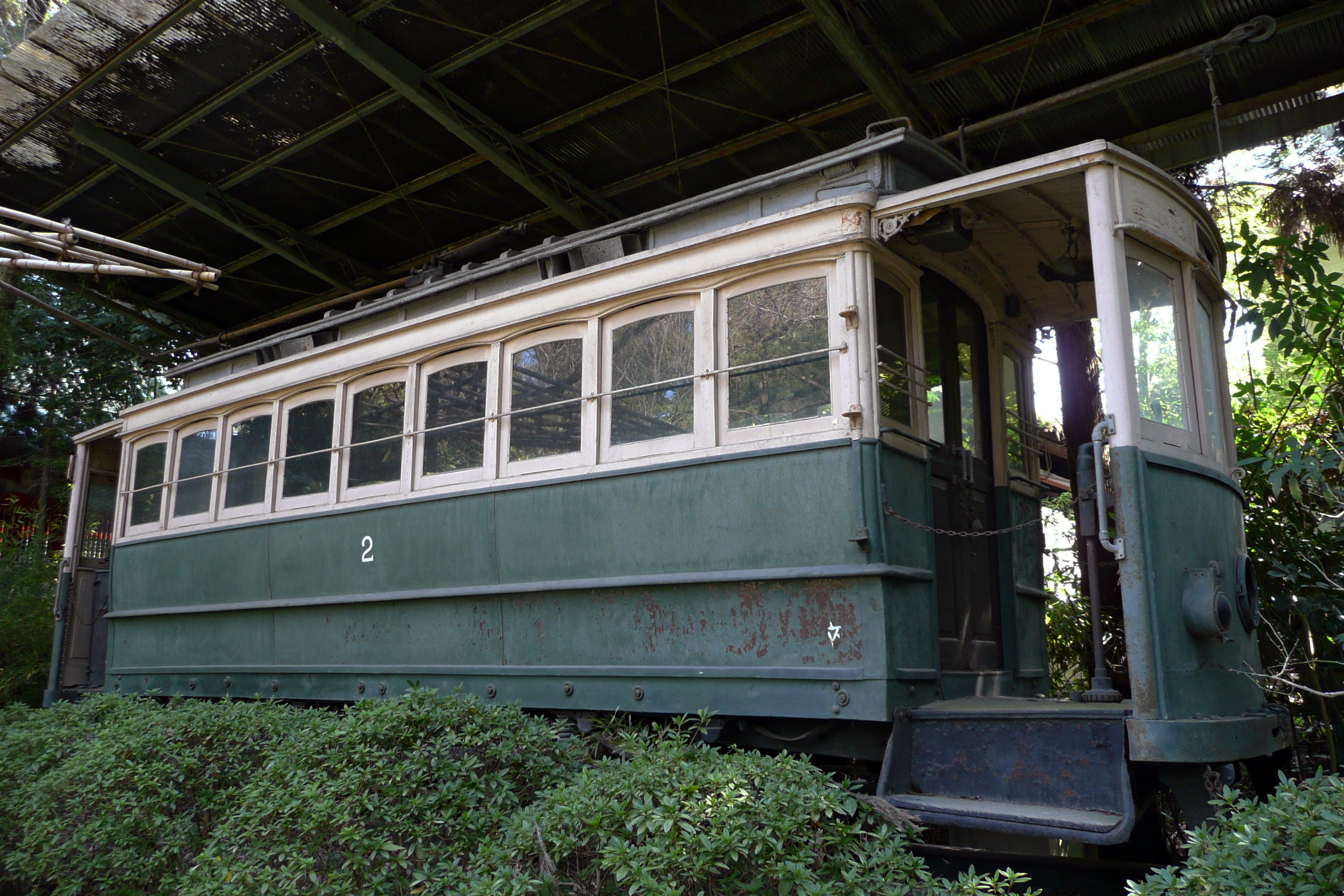
2 平安神宮南神苑
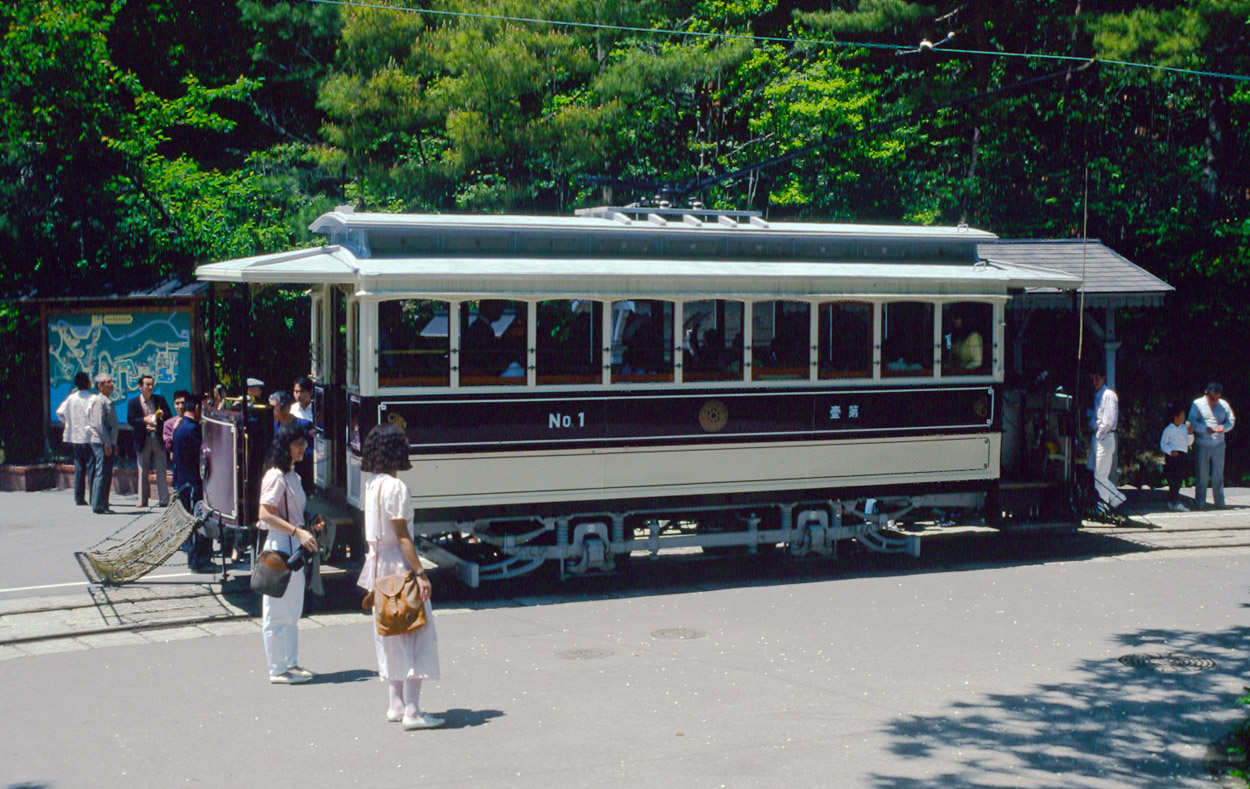
8 明治村で動態保存。1911年製・元京電。
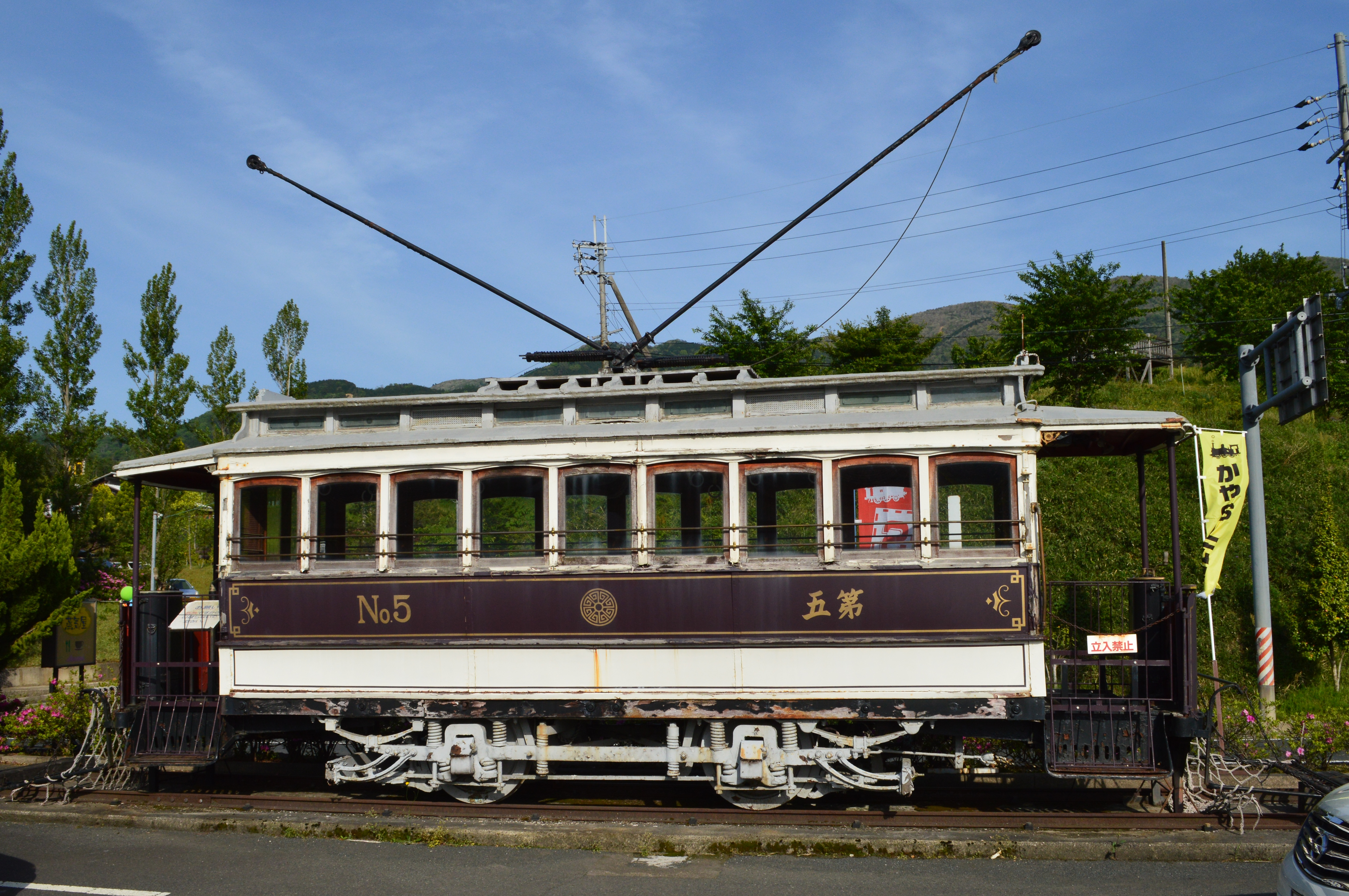
23 加悦SL広場。番号が5になっている。
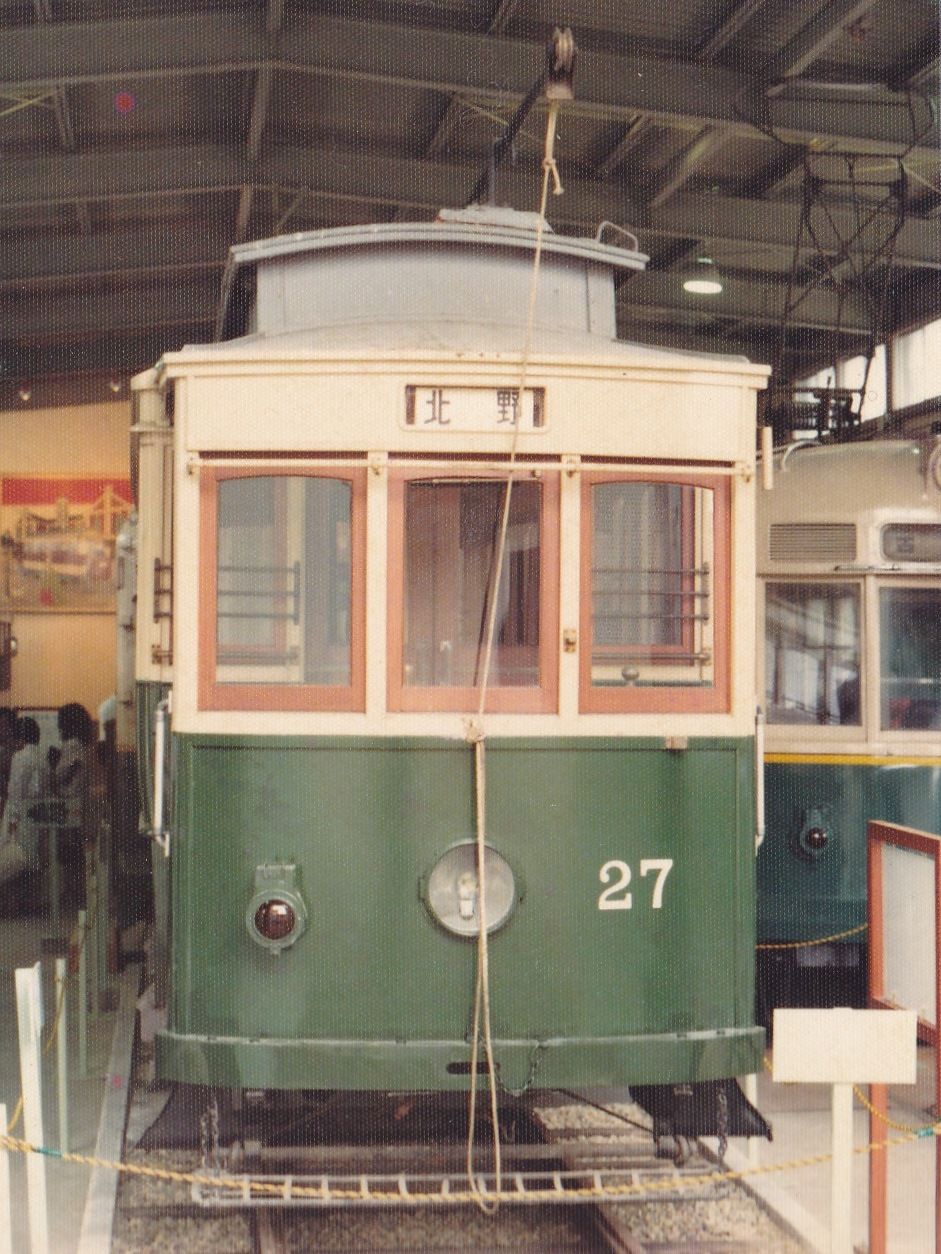
27 旧烏丸車庫で保存時代。復元・動態保存前、1982年6月1日撮影
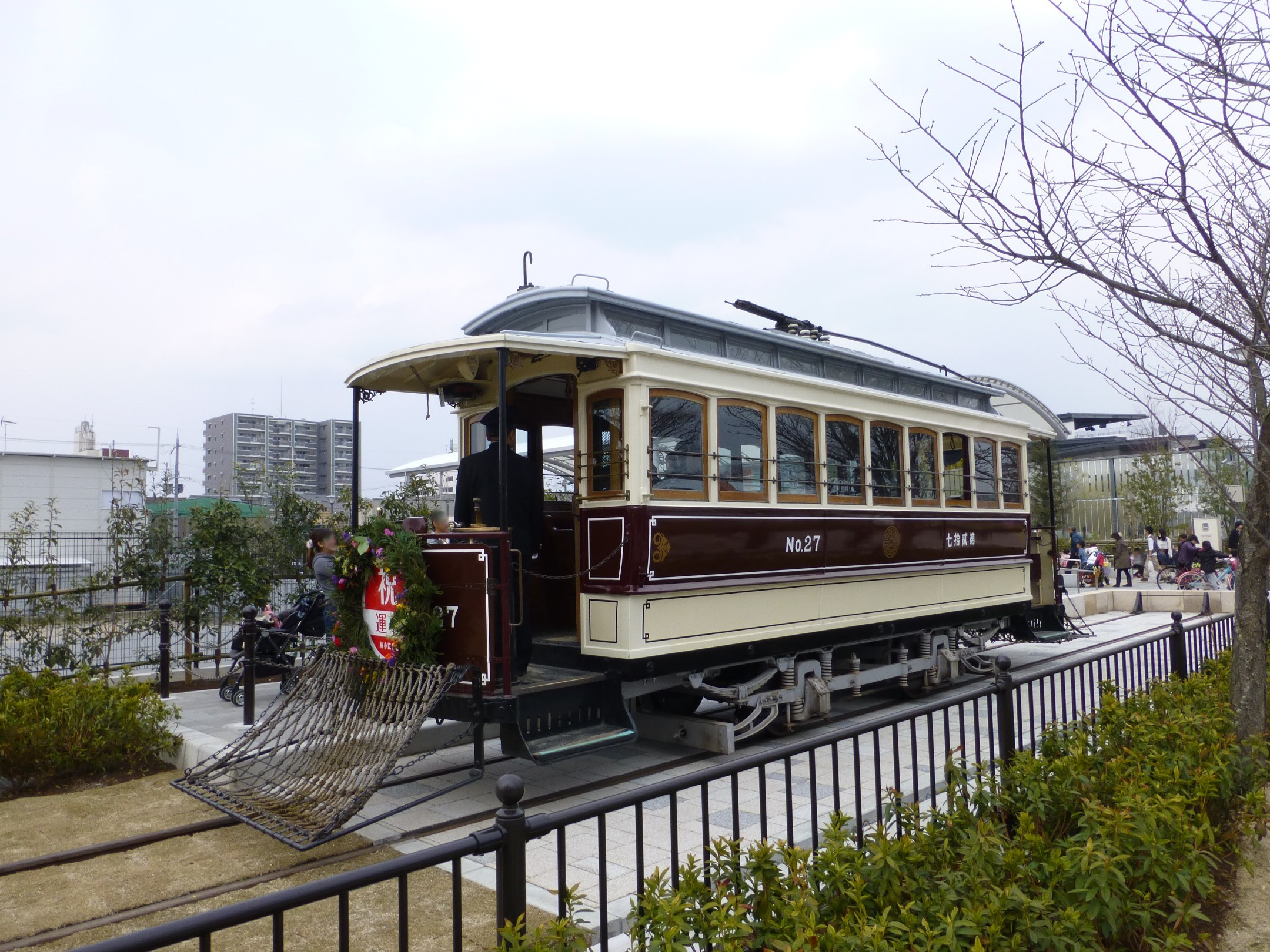
27 梅小路公園。リチウムイオン電池動力に改造後。
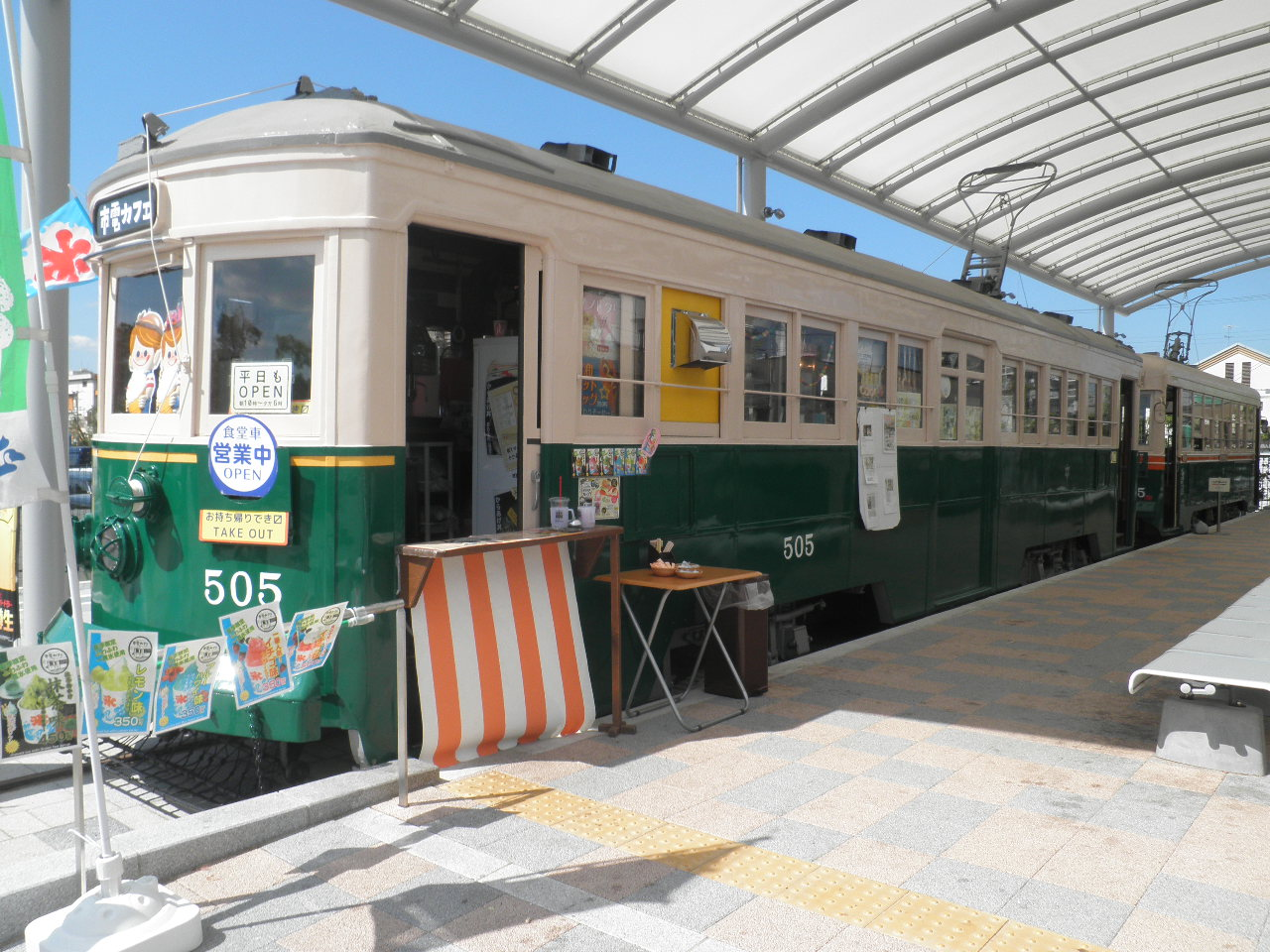
505 梅小路公園市電ひろば
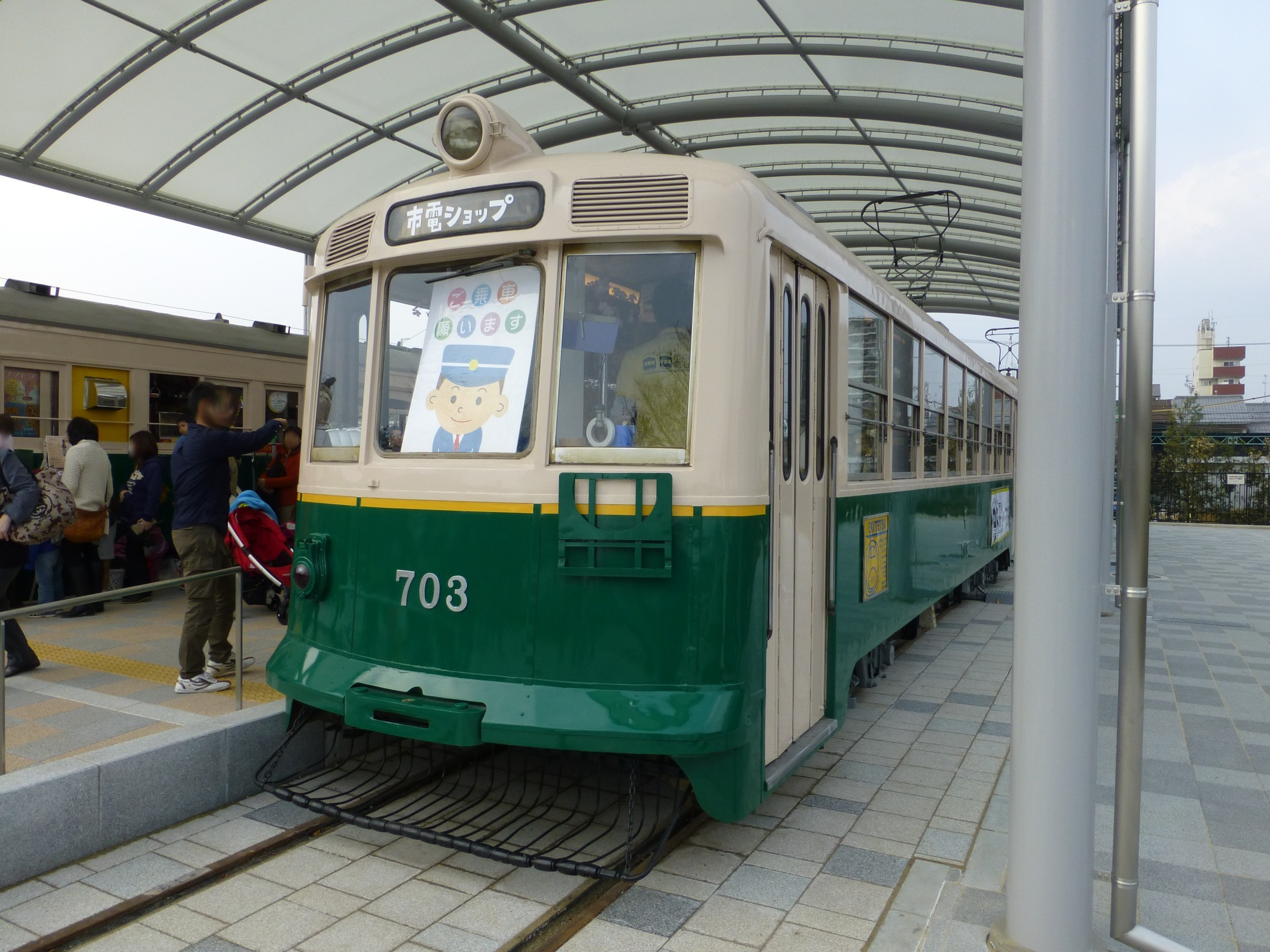
703 梅小路公園市電ひろば
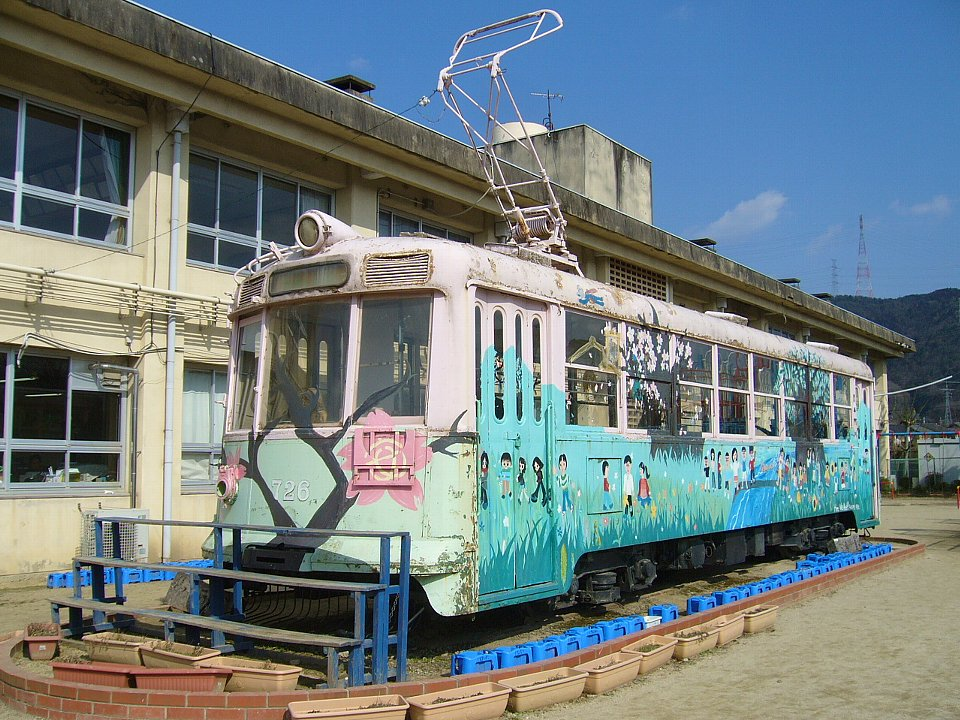
726 亀岡市立安詳小学校
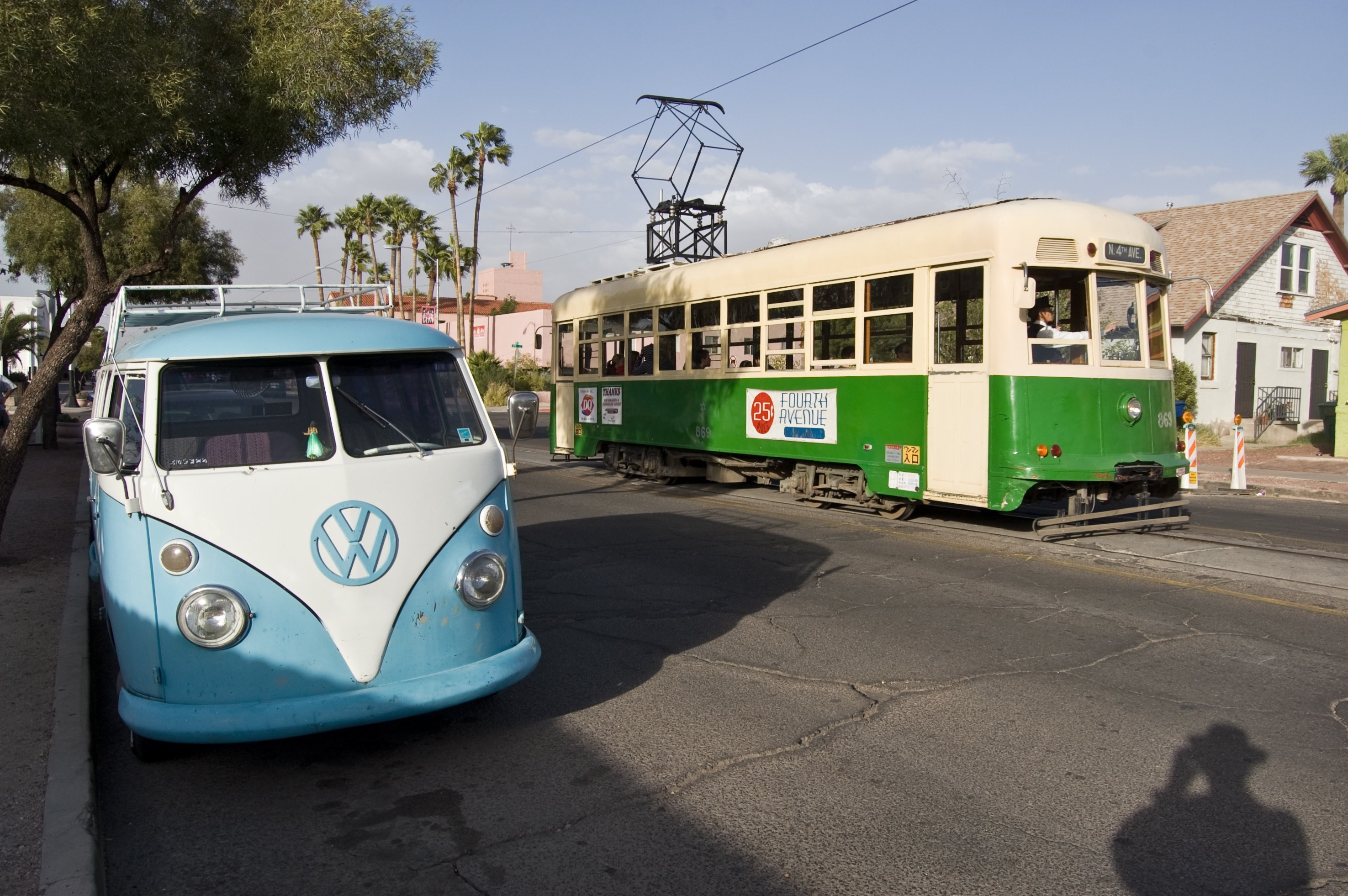
869 オールド・プエブロ・トロリー
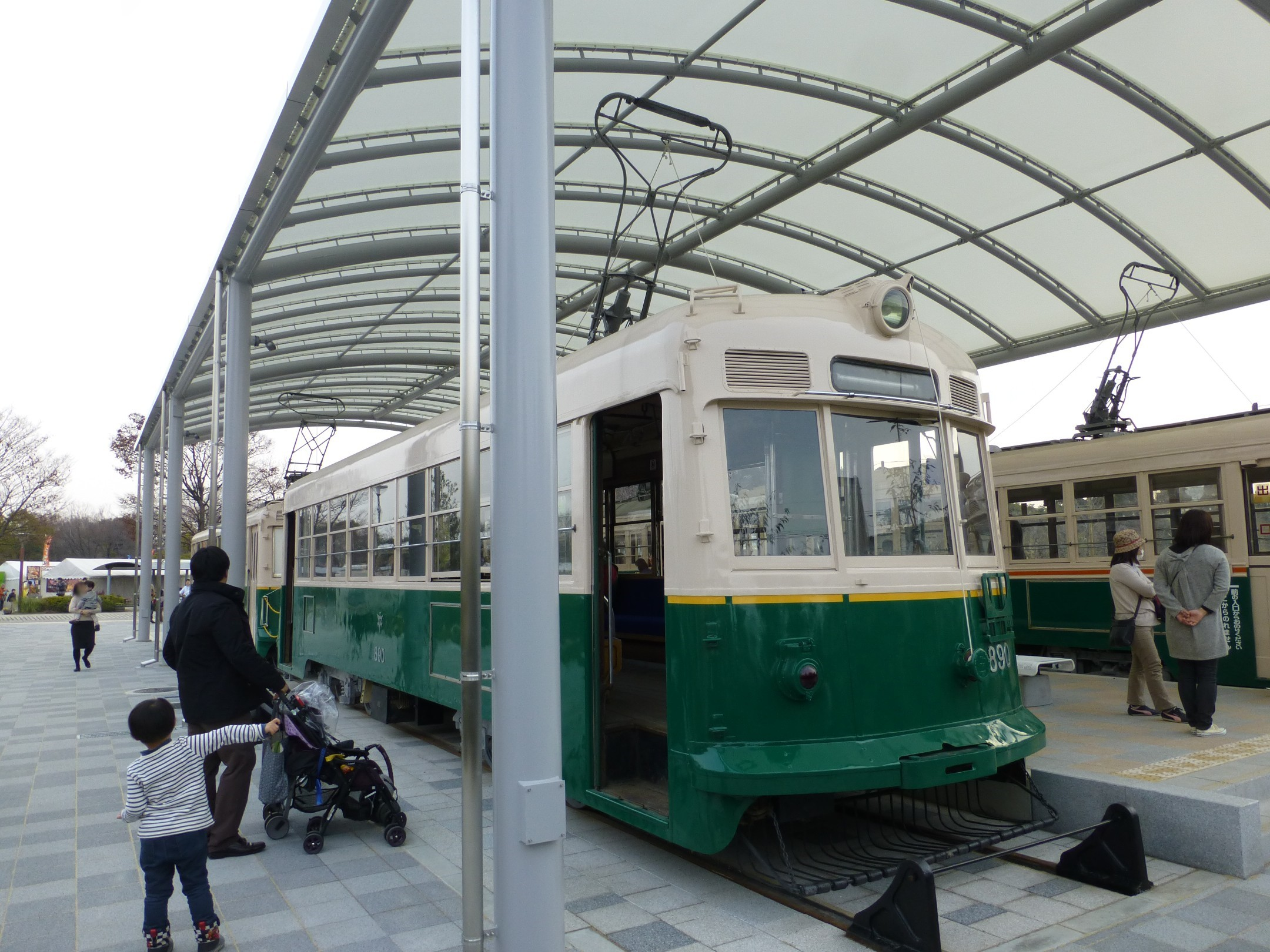
890 梅小路公園市電ひろば
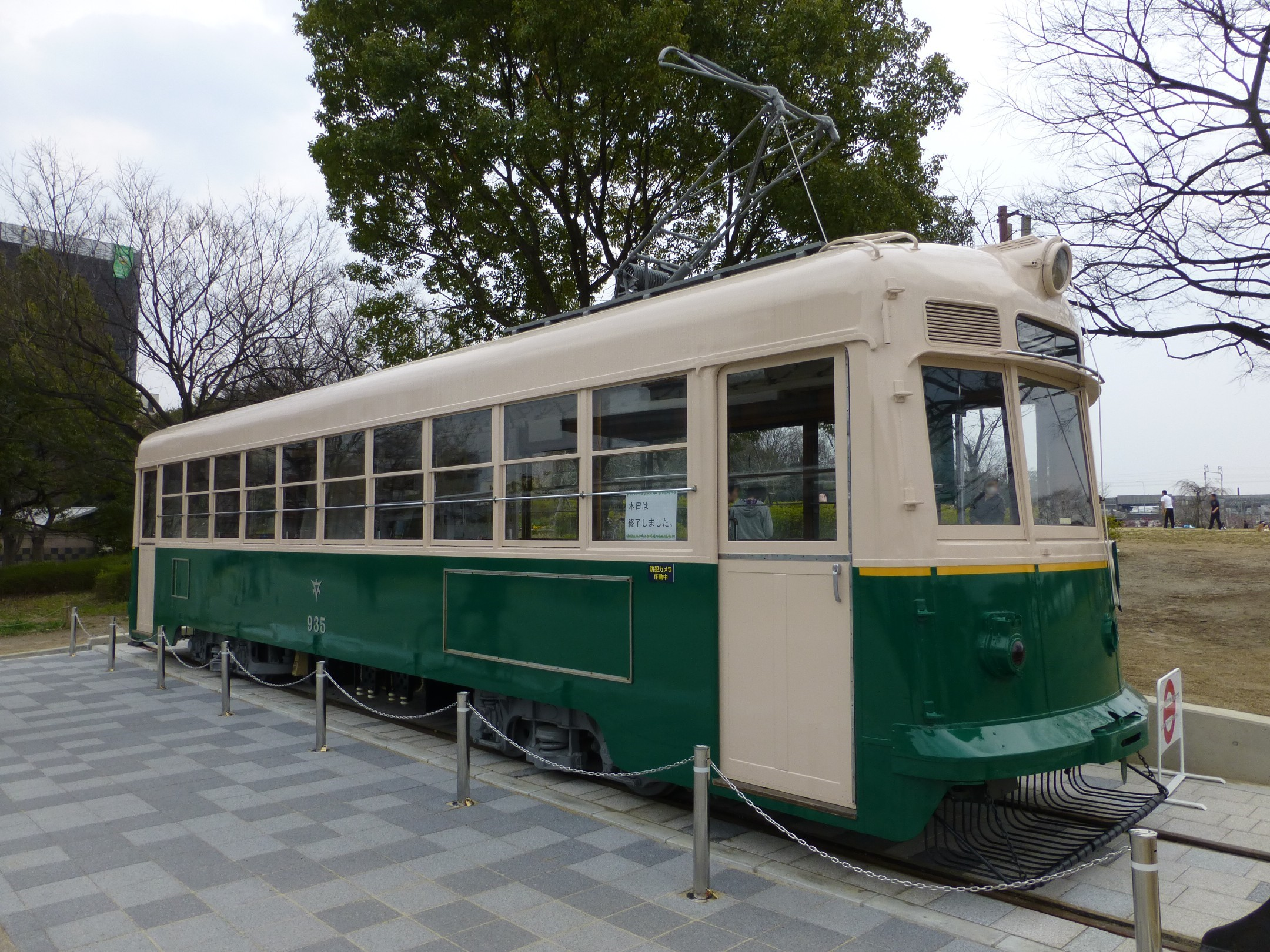
935 梅小路公園市電ひろば
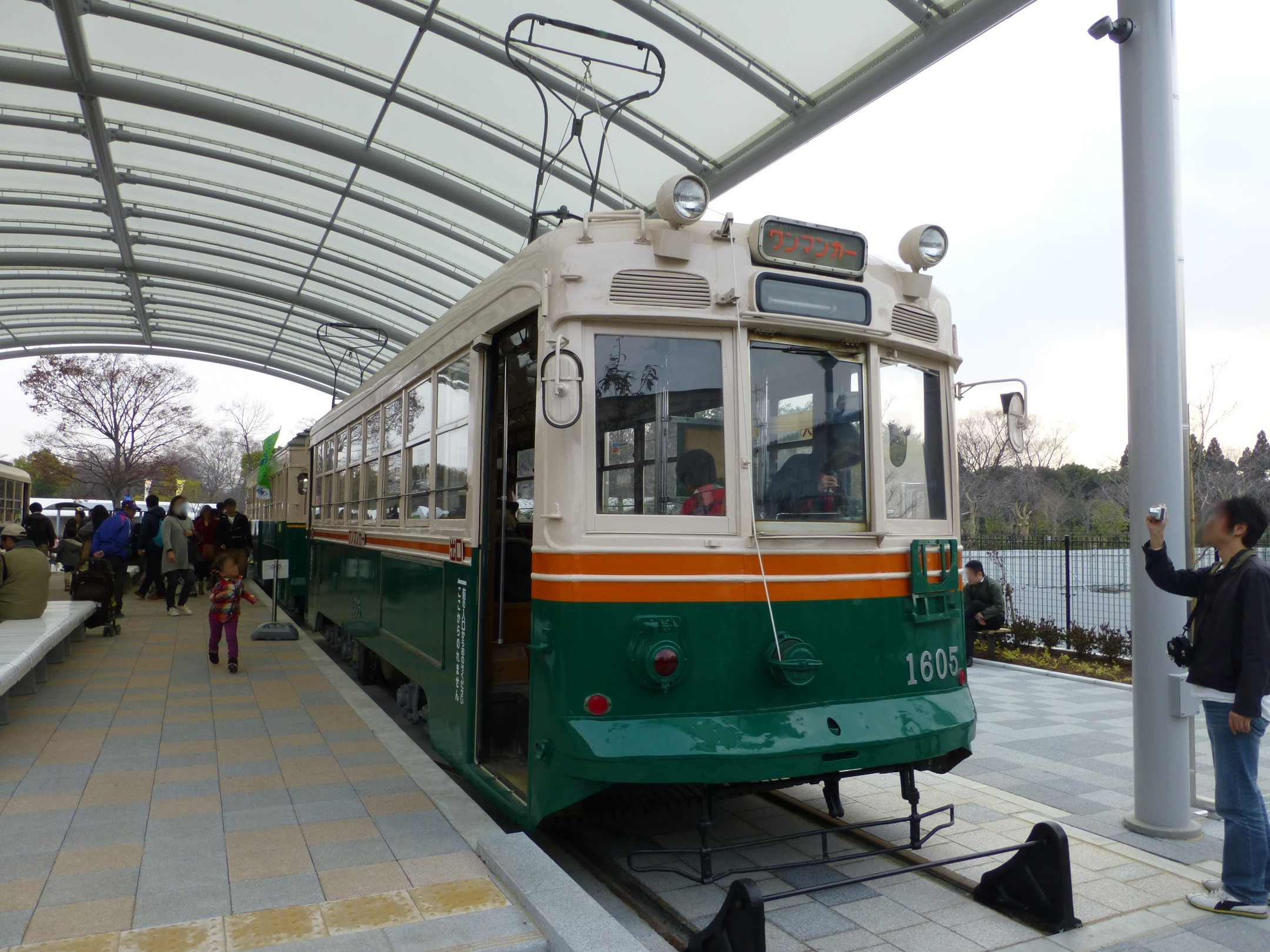
1605 梅小路公園市電ひろば
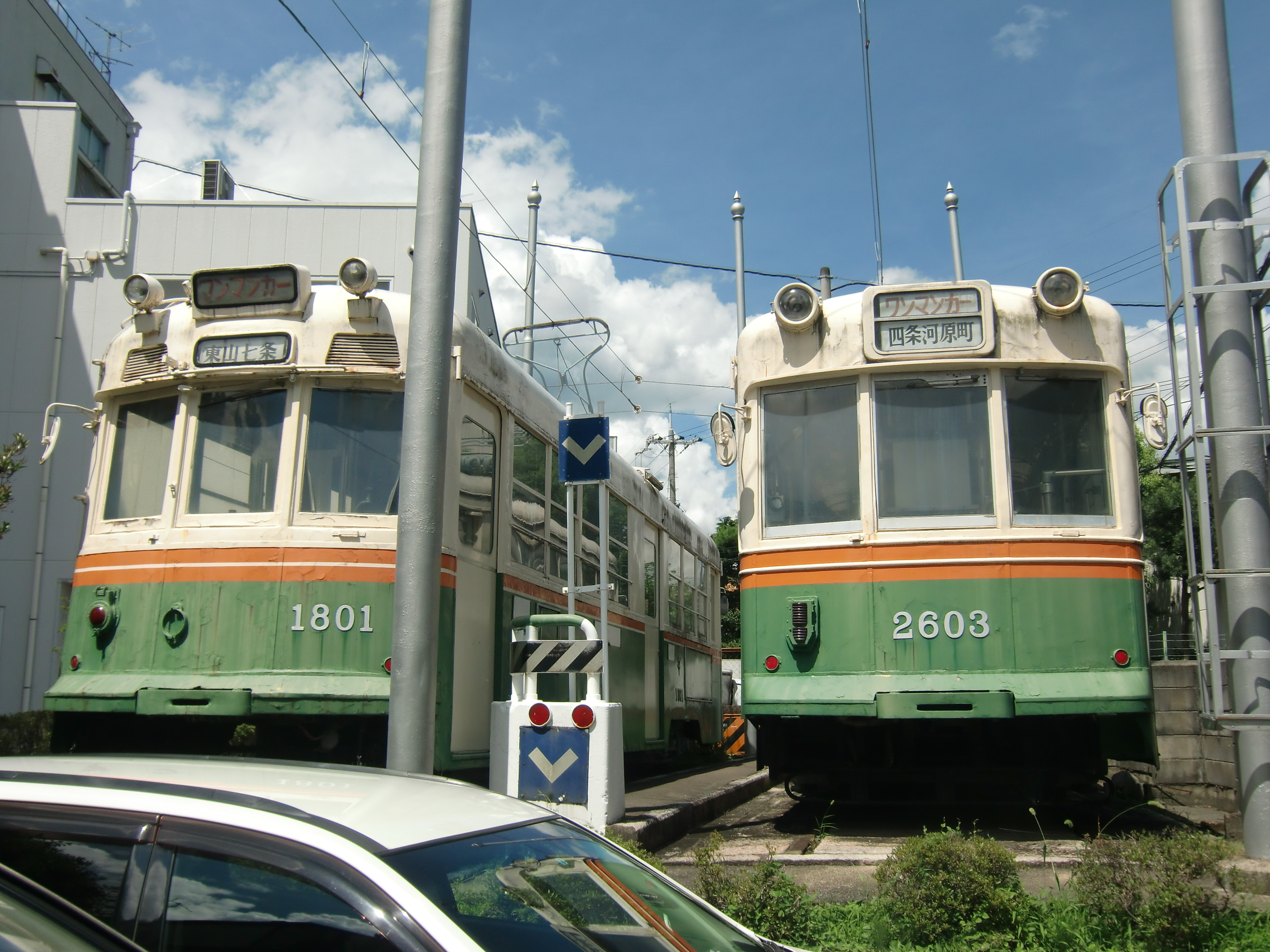
1801（左）、2603（右） 京都コンピュータ学院白河校
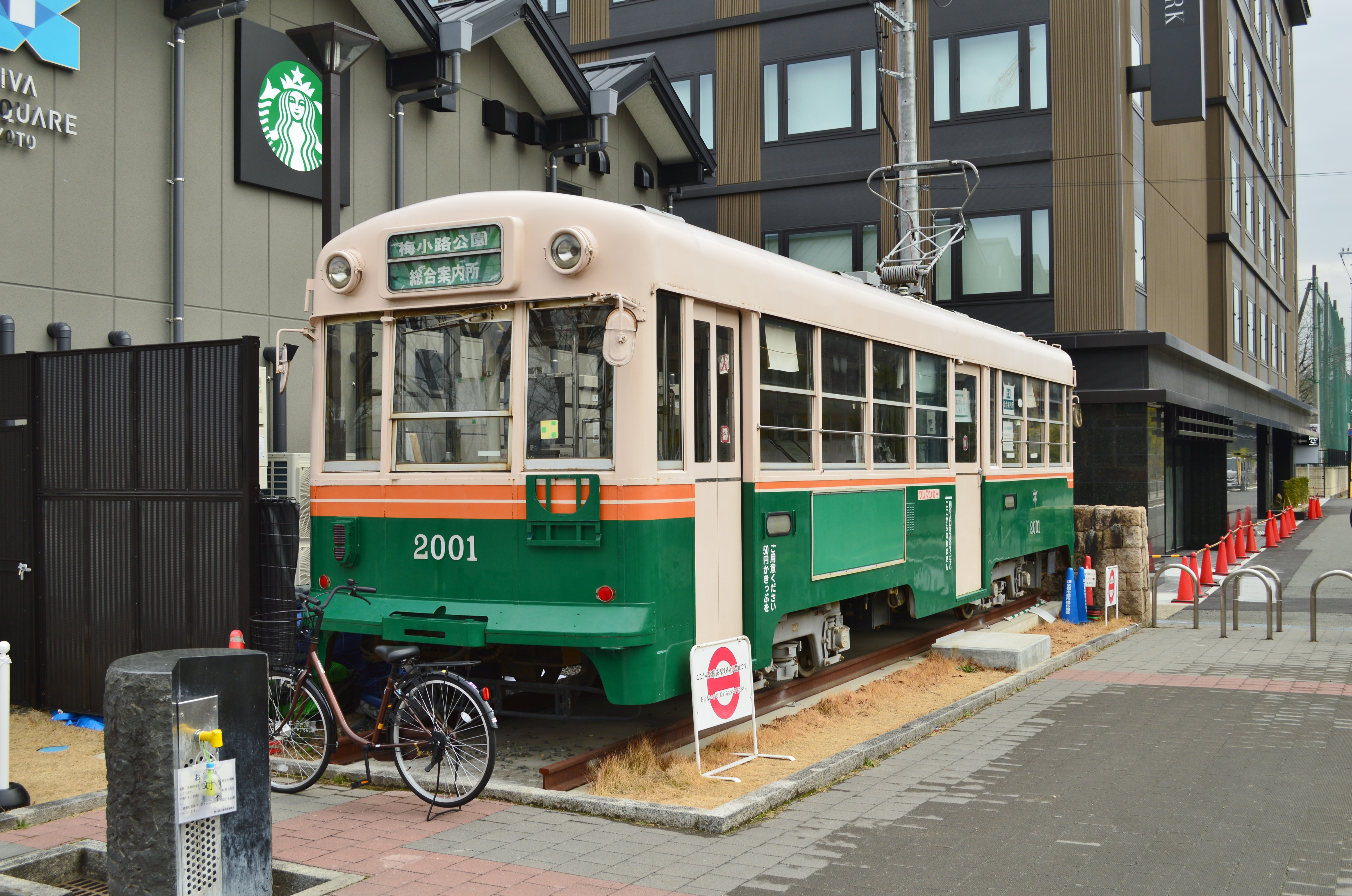
2001 梅小路公園

### かつて保存されていたが既に解体された元京都市電車両一覧
| 型式         | 車両番号 | 保存されていた場所                                       | 備考 |
| ------------ | -------- | -------------------------------------------------------- | --- |
| 狭軌1形      | 3号車    | 京都大学付属病院：京都市左京区聖護院川原町               | |
| 狭軌1形      | 4号車    | 京都市立呉竹養護学校                                     | |
| 狭軌1形      | 6号車    | 織宝苑                                                   | |
| 狭軌1形      | 7号車    | 丸大食品：大阪府高槻市緑町                               | 2004年解体 |
| 狭軌1形      | 10号車   | 桃陽学園：京都市伏見区深草大亀谷岩出山                   | |
| 狭軌1形      | 11号車   | 東条湖ランド：兵庫県加東郡東条町                         | 2000年解体 |
| 狭軌1形      | 12号車   | 徳泉園                                                   | |
| 狭軌1形      | 13号車   | テクニランド生駒テック                                   | |
| 狭軌1形      | 14号車   | 東条湖ランド：兵庫県加東郡東条町                         | 2000年解体 |
| 狭軌1形      | 16号車   | テクニランド生駒テック                                   | |
| 狭軌1形      | 18号車   | 成田山京都別院                                           | |
| 狭軌1形      | 20号車   | 北阪商店高尾寮：京都市右京区梅ヶ畑猪尻町                 | |
| 狭軌1形      | 22号車   | 伏見桃山城キャッスルランド：京都市伏見区伏見町大蔵       | |
| 狭軌1形      | 24号車   | 一般家屋                                                 | |
| 狭軌1形      | 26号車   | 一般家屋                                                 | |
| 200形        | 247号車  | 京都市右京区釈迦堂前児童公園                             | |
| 200形        | 253号車  | 西福寺幼稚園：京都市伏見区深草大亀谷西寺町               | 2014年7月解体 |
| 300形        | 332号車  | 住吉公園：京都市伏見区                                   | |
| 300形        | 342号車  | 北児童公園：京都市上京区北町                             | 2000年3月の一連の市電児童館撤去により解体。 |
| 300形        | （不明） | 地蔵本町児童公園：京都市左京区一乗寺地蔵本町             | 市電全廃時に1847号車と入れ替えられた。 |
| 300形        | （不明） | 一般家屋：京都市伏見区内                                 | |
| 500形        | （不明） | 南産業：滋賀県湖南市三雲                                 | ドライブインにて保存されていた模様 |
| 700形        | 710号車  | 生保遊園：大阪府茨木市生保諏訪神社                       | 安威川（茨木市）上流部にあった諏訪神社境内に静態保存されていたが、安威川ダム建設に伴い神社が移転したため、車両は2006年に旧社殿ともども現地で解体された。     |
| 700形        | 732号車  | まこと幼稚園：京都府向日市鶏冠井町山畑                   | 幼稚園の教室として利用されていた模様 |
| 1600形       | 1612号車 | 鳥飼さつき園：大阪府摂津市鳥飼野々                       | |
| 1600形       | （不明） | 摂津さつき園：大阪府摂津市南別府町                       | |
| 1800形       | 1805号車 | 姉坊城児童公園：京都市中京区西ノ京池之内町               | もともとはN電車両が「わかくさ児童館」として使われていたが、1978年の市電全廃時に1800形1805号車に置き換えられた。1805号車は2000年春に解体。                    |
| 1800形       | 1806号車 | つぼみ保育園：京都市伏見区淀際目町                       | 遊具倉庫として利用されていたが状態が悪く、解体された。 |
| 1800形       | 1811号車 | 料理店「京やまざと」：京都市左京区大原来迎院町           | 大原観光客への客寄せとして庭の部分に置かれていた。 |
| 1800形       | 1817号車 | 中山耳鼻咽喉科：徳島県阿南市富岡町木松                   | 保存状態は非常に良かったものの2010年9月に解体された。 |
| 1800形       | 1818号車 | 東映太秦映画村：京都市右京区東蜂岡町                     | 東映太秦映画村内で似顔絵電車として利用されていた。末期には物置となった。2019年解体                                                                           |
| 1800形       | 1825号車 | 宮西児童公園：京都市北区紫野宮西町                       | むらさき児童館として利用していたが2000年春に解体された。 |
| 1800形       | 1828号車 | 醍醐スケート：京都市伏見区桃山町山ノ下                   | 1838号車と保存されていたが解体された。茶色に黄線の塗色がされていた。                                                                                         |
| 1800形       | 1830号車 | 六条院児童公園：京都市下京区五条堺町下ル                 | 茶色に動物のイラスト入り。2000年春に解体。 |
| 1800形       | 1832号車 | 共永興業：大阪市西区九条南                               | びわ湖タワーで1837号車・1850号車とともに保存されていたが、この車両のみ譲渡された。大阪市内の倉庫に保管されたまま、最後まで一般公開されることなく解体された。 |
| 1800形       | 1837号車 | びわ湖タワー：滋賀県大津市                               | 1832号車、1850号車とともに保存されていたが解体された。 |
| 1800形       | 1838号車 | 醍醐スケート：京都市伏見区桃山町山ノ下                   | 茶色に動物のイラスト入り。2000年春に解体。 |
| 1800形       | 1839号車 | ボーイ・ガールスカウト野外集会所：京都市左京区下鴨北芝町 | |
| 1800形       | 1847号車 | 地蔵本町児童公園：京都市左京区一乗寺地蔵本町             | 300型（車番不明）が児童館として使用されていたが市電全廃時に1847号車と入れ替えられた。2000年春に解体。                                                        |
| 1800形       | 1850号車 | びわこタワー：滋賀県大津市                               | 1832号車、1837号車とともに保存されていたが解体された。 |
| 1800形       | 1852号車 | 春日児童公園：京都市南区西九条春日町                     | かすが児童館として利用されていたが、2000年春に解体された。                                                                                                   |
| 1800形       | 1854号車 | 宮古自動車商会：沖縄県宮古島市平良字西里                 | |
| トロリーバス | 105号車  | 大宮交通公園：京都市北区大宮西脇台町                     | |

- 転用住宅 - 戦後間もなく母子家庭は母子寮で居住していたが子供が義務教育を終えると出なければはいけないため、京都市は市電車両10両を住宅に転用し、伏見区に設置した[19]。

### 廃車後、他社に譲渡された元京都市電車両一覧

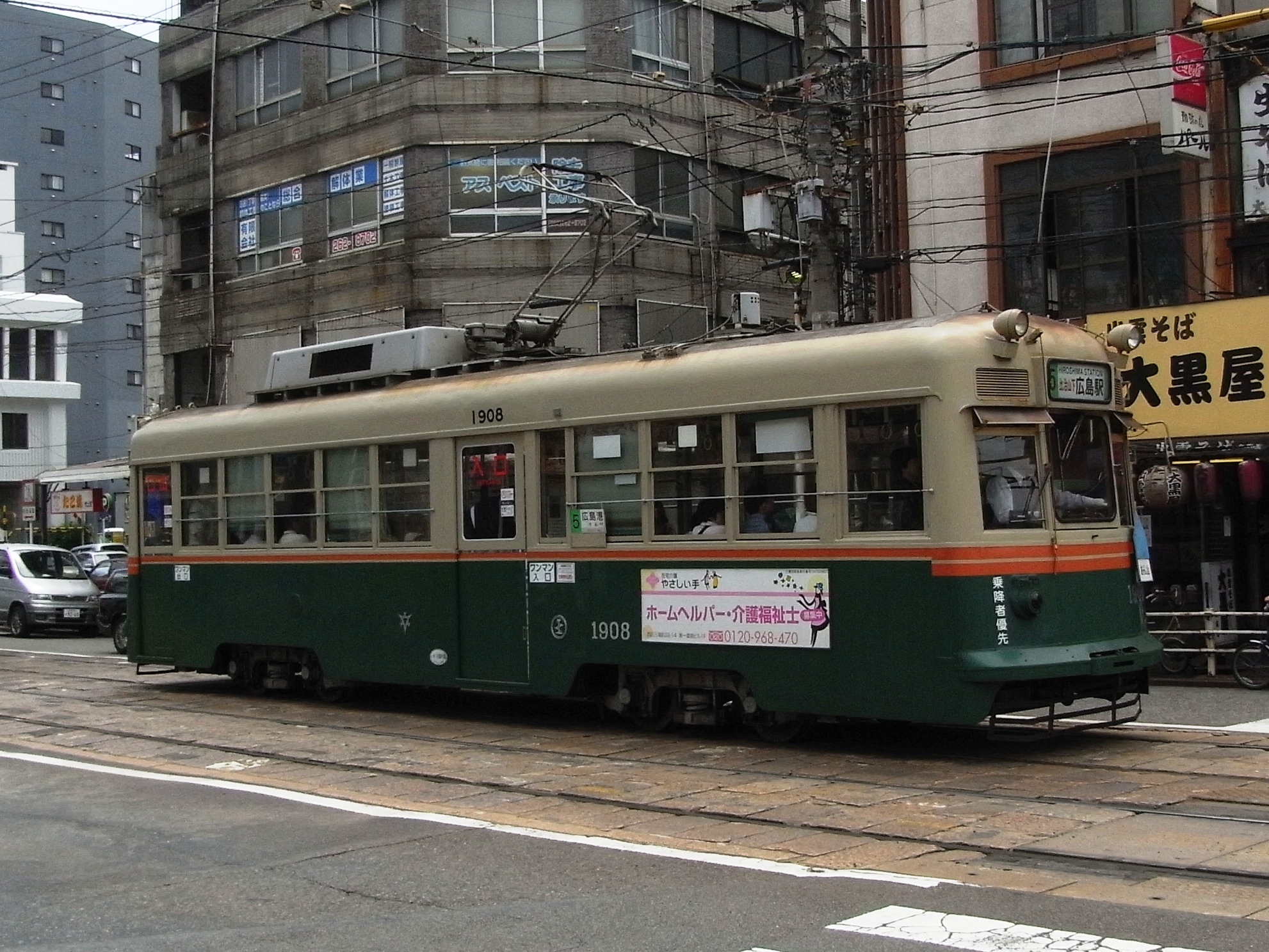
広島電鉄1900形電車 - 広島市内（2008年5月撮影）

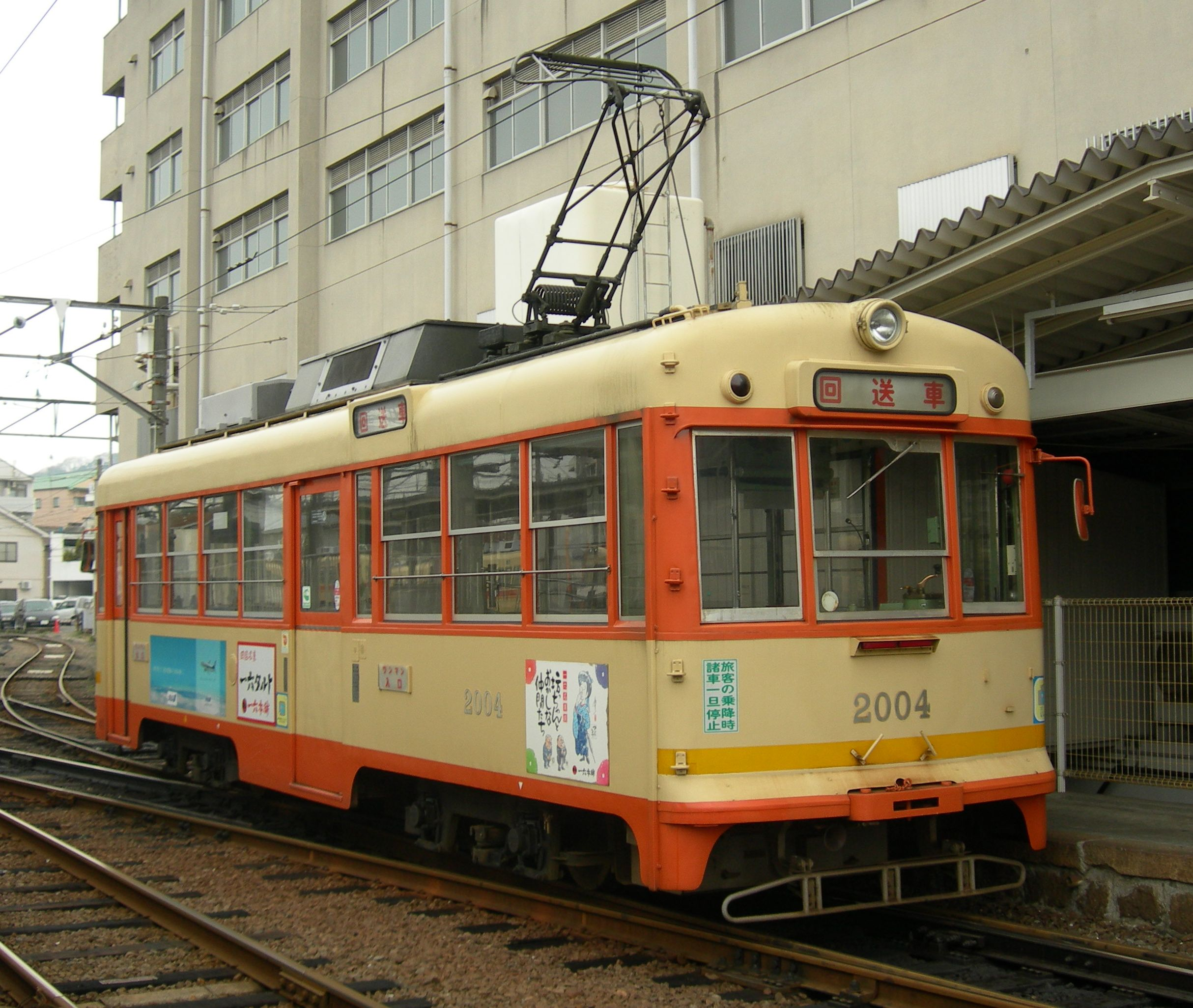
伊予鉄道モハ2000形電車 - 松山市・古町駅（2008年3月撮影）

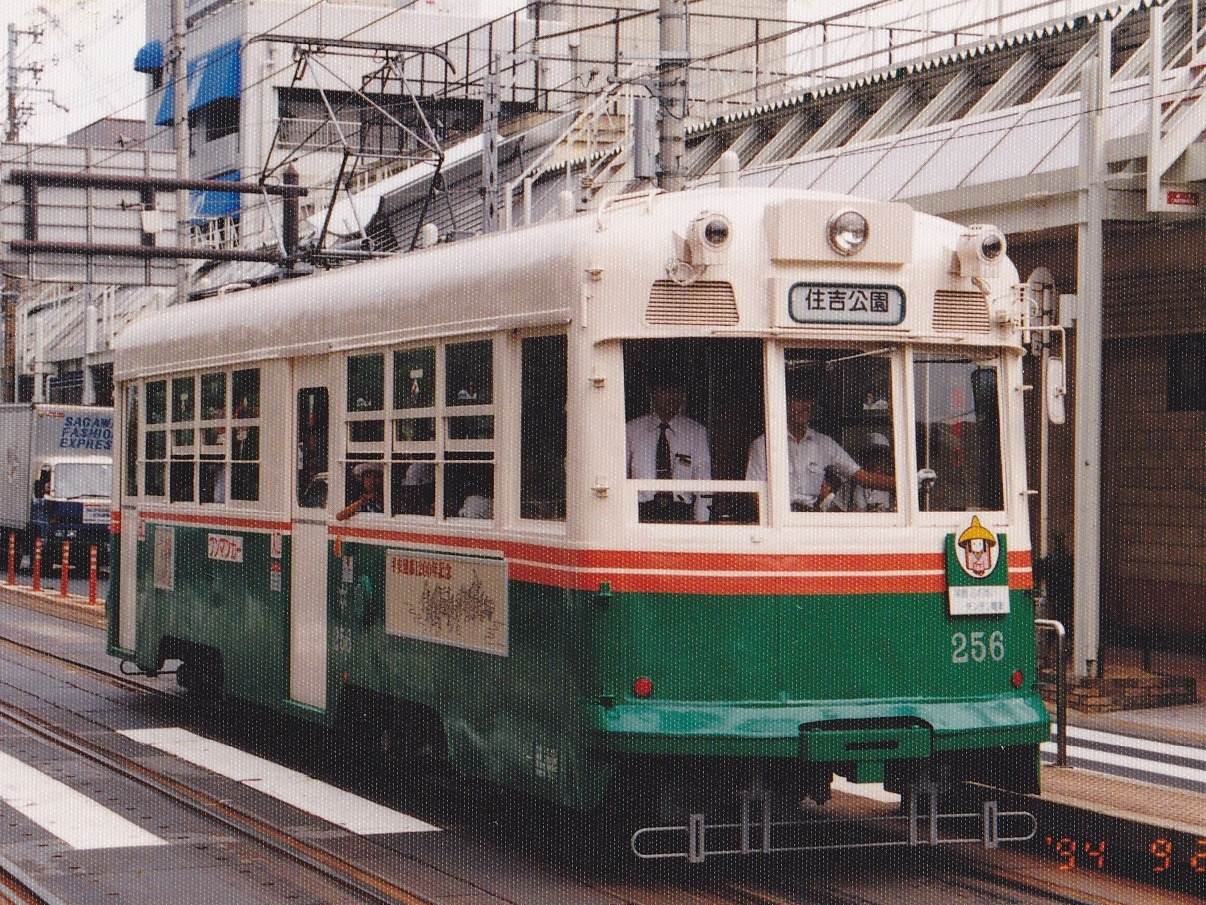
平安遷都1200年記念で京都市電塗装に復元された阪堺電気軌道モ256（1994年9月24日撮影）

1900形
15両が広島電鉄に譲渡。ほぼ京都市電時代のままの状態で1900形に改造、交通局章「」も残されている。2023年まではすべて現役だったが、2024年6月に1902号（旧・1917号）と1903号（旧・1918号）の退役が発表された。
| 車両番号     | 車両番号 |
| 京都市電時代 | 譲渡先   |
| ------------ | -------- |
| 1916号車     | 1901号車 |
| 1917号車     | 1902号車 |
| 1918号車     | 1903号車 |
| 1919号車     | 1904号車 |
| 1920号車     | 1905号車 |
| 1921号車     | 1906号車 |
| 1923号車     | 1907号車 |
| 1924号車     | 1908号車 |
| 1925号車     | 1909号車 |
| 1926号車     | 1910号車 |
| 1927号車     | 1911号車 |
| 1928号車     | 1912号車 |
| 1929号車     | 1913号車 |
| 1930号車     | 1914号車 |
| 1931号車     | 1915号車 |

2000形
2002号車 - 2006号車の5両が伊予鉄道に譲渡。狭軌化、冷房化などの改造を行いモハ2000形に改造。車両番号は京都市電時代と同じ。すべて現役。
1800形
6両が阪堺電気軌道に譲渡され、モ251形に改造。すべて廃車。
| 車両番号     | 車両番号  | 廃車後の動向                                         |
| 京都市電時代 | 譲渡先    | 廃車後の動向                                         |
| ------------ | --------- | ---------------------------------------------------- |
| 1844号車     | モ251号車 | 解体                                                 |
| 1866号車     | モ252号車 | 解体                                                 |
| 1867号車     | モ253号車 | 解体                                                 |
| 1868号車     | モ254号車 | 解体                                                 |
| 1869号車     | モ255号車 | オールド・プエブロ・トロリー（アメリカ）にて動態保存 |
| 1870号車     | モ256号車 | 阪堺電気軌道にて保管                                 |

## 存続運動（京都の市電をまもる会）
伏見・稲荷線廃止後の1971年、有識者や市民をメンバーとした「京都の市電をまもる会」が発足した。会長は建築学者で京大教授の西山夘三、事務局長は西山の門下生で京大助手だった広原盛明（のち京都府立大学学長）が務めた。 全国の路面電車では初めての市民による本格的な存続運動であった。すでに自動車の排気ガス公害が社会問題化していたことや、古い神社仏閣を抱える観光都市にふさわしい交通機関を残したいという意識が追い風となった。
「そもそも中低速交通機関である市電は面機能に適し、高速交通機関である地下鉄は線機能に適した交通機関であり、取って代えられるものではなく併存が望ましい」などの主張を唱え、20万人以上の市民から存続を求める署名を得た。しかし、「まもる会」が活動に取り組みだした頃には京都市会では共産党のみが市電存続支持、その他の政党が市電撤去で固まっていたことから、まもる会が議会に提出した署名や請願はすべて否決されてしまう。さらに、交通局の労働組合が市当局の市電撤去の方針に異を唱えず、運動を進める上で大きな痛手となった。
市当局による市電の存続の望みが絶たれた1978年1月、まもる会は電車設備のインフラを譲り受けて独自の運営を目指す「市電公社案」を市側に提出するが、道路管理者でもある市はこれを拒否し、存続運動は事実上終焉した。事務局長だった広原は2014年に執筆した文章で、運動の立ち上がりが遅かったこと、高度経済成長期の大都市における交通政策が「高速道路及び地下鉄建設一色となった」ことを、市電廃止を阻止できなかった要因として挙げている。

## 京都市LRT構想
市電全廃から20年以上が経過した21世紀に入って、ライトレール(LRT)による市電の復活が複数の団体から提言され、2005年8月には京都市からLRT導入検討の報告書が公表された。ここでは7つのルートを挙げて建設費や収支予測などを検討しているが、そのルートの大半はかつての市電路線をなぞるものである。また、一部のルートは叡山電鉄（叡電）や京福電気鉄道（嵐電）との直通運転を想定している。
下記の通り、導入に向けた動きは市の財政難や候補路線だった今出川線沿線での反対意見によりいったん頓挫した。2012年になり、改めて市が研究会を発足させて、2015年度の導入整備計画策定を目指していると報じられたが、続報はない状態である。
LRT推進の動きが止まった背景について、ルポライターの昼間たかしは、財源がその要因であると2023年に指摘した。また昼間は、実現した宇都宮ライトレールの例と比較して、京都の場合は十分な議論がなされておらず、リーダーシップを取って進める首長もいないことを挙げ、加えて京都市の財政難がLRT導入を困難にしていると述べている。

### 今出川線計画をめぐる動き
このうち今出川線構想は一時具体化の動きが見られた。2006年11月には、「今出川通の交通まちづくりとLRT検討協議会」が設置されることが決まり、地元学区・商店街・国土交通省・叡山電鉄・京福電気鉄道・北野天満宮などの多数の関係者が参加して一年後に「京都・今出川通りにLRT実現を推進する会」として発足した。2007年1月24日には、電車の代わりにバスを使って実際に今出川通の車線の一部をカラーコーンを用いて乗り入れ禁止にしての実験が行われた。なお今出川通は、もともと車線が狭い道路であることもあって、一部単線で走行させ交差点内で上下線列車の交換を行うことも検討され、この実験ではそれも試行された。2009年に「推進する会」は等持院から銀閣寺道までの具体的な構想を市に提出した。しかし、市側の財政状況からそれ以上の進展が見られず、実現の目処も立たないことから、2010年2月、「推進する会」は解散する方針を固めたと報じられ同年4月に解散した。後の報道では、326億円と見込まれた事業費に加え、沿線住民の約半数が導入に反対したことで計画が頓挫したとされている。

### 検討されたルート
検討されたルートは次の通り（電停数・名称は未定）。
河原町線
京都駅 - 烏丸七条 - 七条河原町 - 河原町三条 - 東山三条
四条河原町 - 祇園
東大路線
京都駅 - 烏丸七条 - 東山七条 - 叡電元田中駅
熊野神社前 - 天王町 - 銀閣寺道
今出川線
※叡山電鉄（叡電）や京福電気鉄道（嵐電）との直通運転も想定。
京福北野白梅町駅 - 銀閣寺道
加茂大橋 - 叡電出町柳駅
堀川線
京都駅 - 塩小路堀川 - 今出川堀川
大環状線
東福寺 - 高野 - 千本北大路 - 西大路九条 - 東福寺
中環状線
河原町御池（京都市役所前） - 堀川御池（二条城前） - 堀川五条 - 河原町五条 - 河原町御池
小環状線
京福四条大宮駅 - 四条河原町 - 河原町御池 - 烏丸御池 - 四条烏丸